# Liste der Biografien/Dar
Liste der Biografien |
Portal Biografien |
Personensuche
# |
A |
B |
C |
D |
E |
F |
G |
H |
I |
J |
K |
L |
M |
N |
O |
P |
Q |
R |
S |
T |
U |
V |
W |
X |
Y |
Z |
?
 
Da |
Db |
Dc |
Dd |
De |
Dg |
Dh |
Di |
Dj |
Dk |
Dl |
Dm |
Dn |
Do |
Dq |
Dr |
Ds |
Du |
Dv |
Dw |
Dy |
Dz
 
Daa |
Dab |
Dac |
Dad |
Dae |
Daf |
Dag |
Dah |
Dai |
Daj |
Dak |
Dal |
Dam |
Dan |
Dao |
Dap |
Daq |
Dar |
Das |
Dat |
Dau |
Dav |
Daw |
Dax |
Day |
Daz
Die Liste der Biografien führt alle Personen auf, die in der deutschsprachigen Wikipedia einen Artikel haben. Dieses ist eine Teilliste mit 694 Einträgen von Personen, deren Namen mit den Buchstaben „Dar“ beginnt.

## Dar
- Dar, Munir Ahmed (1935–2011), pakistanischer Feldhockeyspieler
- Dar, Nida (* 1987), pakistanische Cricketspielerin
- Dar, Noam (* 1993), israelischer Wrestler
- Dar, Tanvir Ahmed (1947–1998), pakistanischer Feldhockeyspieler
- Dar, Tauqir (* 1964), pakistanischer Feldhockeyspieler
- Dar-Creutz, Daniela, deutsche Filmemacherin
- Dar-Ziv, David (* 1974), schweizerischer Basketballspieler

### Dara
- Dara Shikoh (1615–1659), persisch sprechender Dichter, Mystiker, Philosoph, designierter ThronfolgerDara Shikoh (1615–1659)

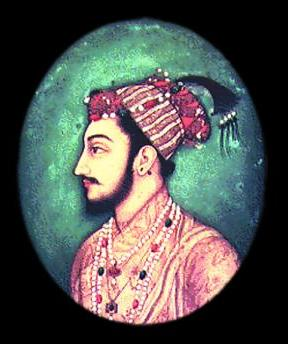
Dara Shikoh (1615–1659)

- Dara, Ali (1915–1981), pakistanischer Hockeyspieler
- Dara, Enzo (1938–2017), italienischer Opernsänger (Bass) und Opernregisseur
- Dara, Eszter (* 1990), ungarische Schwimmerin
- Dara, Olu (* 1941), US-amerikanischer Musiker
- Daraa, Abdelali (* 1990), marokkanischer Boxer
- Darabajew, Aslan (* 1989), kasachischer Fußballtorhüter
- Darabant, Ignatie (1738–1805), rumänischer Priester, Bischof von Großwardein
- Darabi, Delara (1986–2009), iranisches Hinrichtungsopfer
- Darabi, Homa (1940–1994), iranische Ärztin
- Darabi, Kazem (* 1964), iranischer Geheimdienstmitarbeiter
- Darabi, Louzla (* 1974), algerisch-französische Malerin und Künstlerin
- Darabont, Frank (* 1959), US-amerikanischer Drehbuchautor und Filmregisseur ungarischer HerkunftFrank Darabont (* 1959)

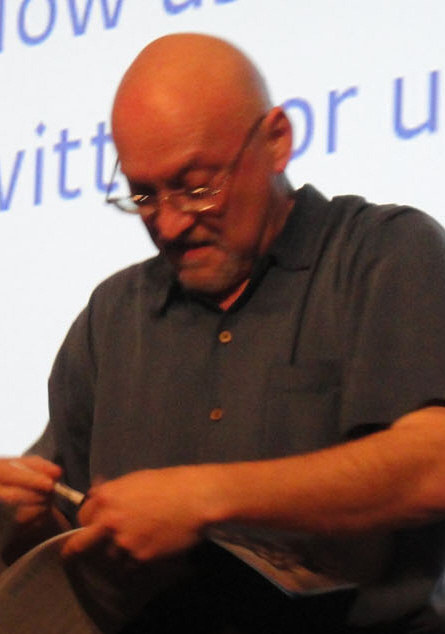
Frank Darabont (* 1959)

- Darabos, Norbert (* 1964), österreichischer Politiker (SPÖ), Landtagsabgeordneter, Abgeordneter zum Nationalrat
- Daraei, Javad (* 1992), iranischer Filmregisseur, Drehbuchautor und Filmemacher
- Darahakupez, Stanislau (* 1997), belarussischer Sprinter
- Darahan, Jurij (1894–1926), ukrainischer Dichter und Offizier in der Armee der ukrainischen Volksrepublik
- Daraio, Chiara (* 1978), italienische Maschinenbauingenieurin
- Darami, Hassania (* 1953), marokkanische Leichtathletin
- d’Aramitz, Henri (* 1620), Musketier
- Daramy, Mohamed (* 2002), dänischer Fußballspieler
- Darantière, Charles (1865–1933), französischer Karambolagespieler, Autor und Literaturkritiker
- Darányi, Ignác (1849–1927), ungarischer Agrarpolitiker und langjähriger Ackerbauminister
- Darányi, József (1905–1990), ungarischer Kugelstoßer
- Darányi, Kálmán (1886–1939), ungarischer Politiker, Mitglied des Parlaments und Premierminister (1936–1938)
- Darapsky, Elisabeth (1913–1998), deutsche Historikerin, Archivarin, wegen Wehrkraftzersetzung verurteilt
- Darapsky, Emil Heinrich (1906–1944), deutscher Studienassessor, wegen Wehrkraftzersetzung hingerichtet
- Daras, Bogdan (1960–2025), polnischer Ringer
- Daras, Dimitrios (* 1956), griechischer Fußballspieler
- Daras, Henry (1850–1928), französischer Maler
- Daras, José (* 1948), belgischer Politiker und ehemaliger Minister
- Darasse, Xavier (1934–1992), französischer Organist und Komponist
- Darasselia, Witali (1957–1982), georgisch-sowjetischer Fußballspieler
- Darázs, Péter (* 1985), ungarischer Shorttracker
- Darázs, Rózsa (* 1987), ungarische Shorttrackerin
- Darazs, Thomas (* 1977), österreichischer Fußballspieler

### Darb
- D’Arbanville, Patti (* 1951), US-amerikanische SchauspielerinPatti D’Arbanville (* 1951)

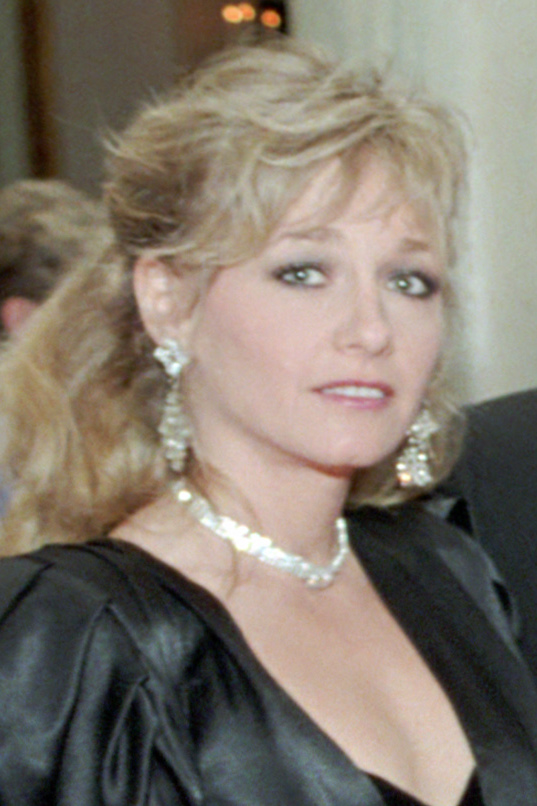
Patti D’Arbanville (* 1951)

- Darbelet, Benjamin (* 1980), französischer Judoka
- Darbellay, Christophe (* 1971), Schweizer Politiker
- Darbellay, Claude (* 1953), Schweizer Schriftsteller
- Darbellay, Delphine (* 2002), Schweizer Skirennfahrerin
- Darbellay, Denis (* 1998), thailändisch-schweizerischer Fußballspieler
- Darbellay, Jean (1912–2008), Schweizer Rechtswissenschaftler und Rechtsphilosoph
- Darbellay, Jean-Luc (* 1946), Schweizer Komponist, Dirigent, Klarinettist und Arzt
- Darbellay, Michel (1934–2014), Schweizer Alpinist
- Darbellay, Olivier (* 1974), Schweizer Hornist
- Darbellay, Vital (1929–2019), Schweizer Politiker (CVP)
- Darbelnet, Jean (1904–1990), französischer Linguist, Anglist und Romanist
- Darbes, Joseph Friedrich August (1747–1810), deutscher Porträtmaler
- Darbinjan, Armen (* 1965), armenischer Premierminister und Universitätsrektor
- Darbo, Patrika (* 1948), US-amerikanische SchauspielerinPatrika Darbo (* 1948)

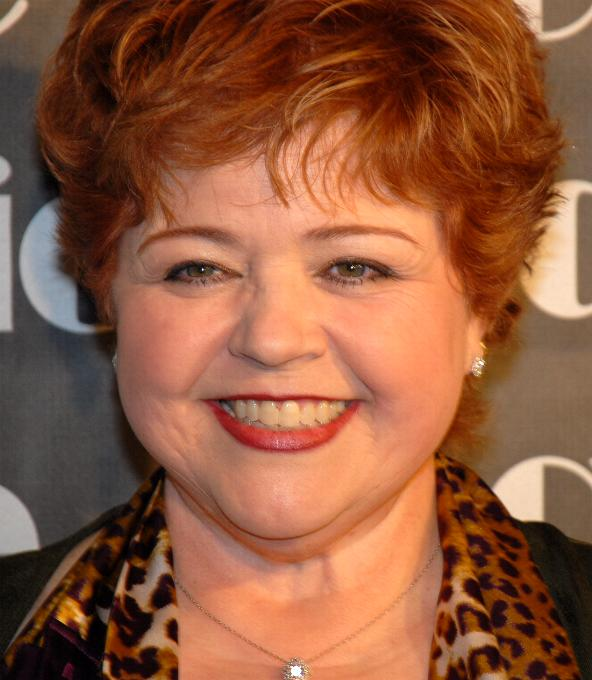
Patrika Darbo (* 1948)

- Darboe, Abdou (* 1990), gambischer Fußballspieler
- Darboe, Adama (* 1986), dänischer Basketballspieler
- Darboe, Alhagie, gambischer Politiker
- Darboe, Alhagie S. (* 1974), gambischer Politiker
- Darboe, Ebrima (* 2001), gambischer Fußballspieler
- Darboe, Lamin, gambischer Verwaltungsbeamter
- Darboe, Lamin A. († 2010), gambischer Pädagoge und Sportjournalist
- Darboe, Lamin S., gambischer Verwaltungsbeamter und Seyfo
- Darboe, Mbassey (* 1998), gambische Fußballspielerin
- Darboe, Njai, gambischer Politiker
- Darboe, Omar (* 1979), gambischer Politiker
- Darboe, Ousainou (* 1948), gambischer Politiker
- Darbour, Gaston (1869–1941), französischer Grafiker der Art Nouveau
- Darboux, Gaston (1842–1917), französischer Mathematiker
- Darboven, Albert (* 1936), deutscher UnternehmerAlbert Darboven (* 1936)

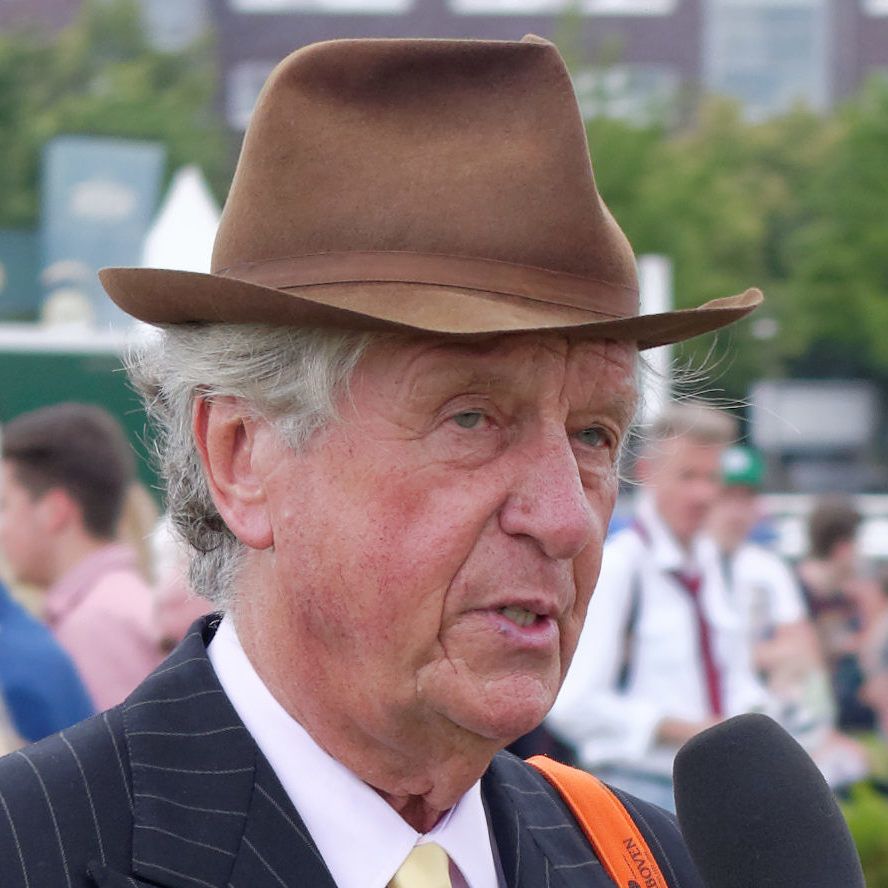
Albert Darboven (* 1936)

- Darboven, Arthur Ernesto (* 1964), deutscher Unternehmer
- Darboven, Hanne (1941–2009), deutsche bildende Künstlerin
- Darboven, Johann Joachim (1841–1909), deutscher Unternehmer
- Darboven, Kelly (* 1992), deutsche Schauspielerin und Hörspielsprecherin
- Darboven, Nicolaus (1902–1985), deutscher Unternehmer
- Darboven, Thomas (* 1936), deutscher Bildhauer und Architekt
- Darboy, Georges (1813–1871), französischer Geistlicher, Erzbischof von Paris
- Darbre, Yvonne (1901–1990), Schweizer Frauenrechtlerin
- Darby, Abraham I (1676–1717), englischer Eisenfabrikant
- Darby, Abraham II (1711–1763), englischer Eisenfabrikant und Erfinder
- Darby, Abraham III (1750–1791), englischer Eisenfabrikant und Erbauer der Ironbridge
- Darby, Blind Teddy (1906–1975), US-amerikanischer Bluesmusiker
- Darby, Craig (* 1972), US-amerikanischer Eishockeyspieler
- Darby, Delphine Fitz (1902–1995), US-amerikanische Kunsthistorikerin
- Darby, Ezra (1768–1808), US-amerikanischer Politiker
- Darby, Harry (1895–1987), US-amerikanischer Politiker (Republikanische Partei)
- Darby, John Fletcher (1803–1882), US-amerikanischer Politiker
- Darby, John Nelson (1800–1882), britischer Theologe, Mitbegründer der Brüderbewegung
- Darby, Jonathan, britischer Filmregisseur, Drehbuchautor und Filmproduzent
- Darby, Jono, australischer Schauspieler und Drehbuchautor
- Darby, Joseph (* 1979), US-amerikanischer Skandalaufdecker der Abu-Ghuraib-Gefangenenmisshandlungen im Irak 2004
- Darby, Ken (1909–1992), US-amerikanischer Filmkomponist
- Darby, Kim (* 1947), US-amerikanische Schauspielerin
- Darby, Marie (1940–2019), neuseeländische Meeresbiologin und Lehrerin
- Darby, Rhys (* 1974), neuseeländischer Schauspieler und Komiker
- Darby, Ronald (* 1994), US-amerikanischer Footballspieler
- Darby, Stephen (* 1988), englischer Fußballspieler
- Darby, William O. (1911–1945), US-amerikanischer Oberst
- Darbyshire, Carolyn (* 1963), kanadische Curlerin
- Darbyshire, Marcos, Regisseur und Pianist

### Darc
- Darc, Daniel (1959–2013), französischer Sänger
- Darc, Mireille (1938–2017), französische SchauspielerinMireille Darc (1938–2017)

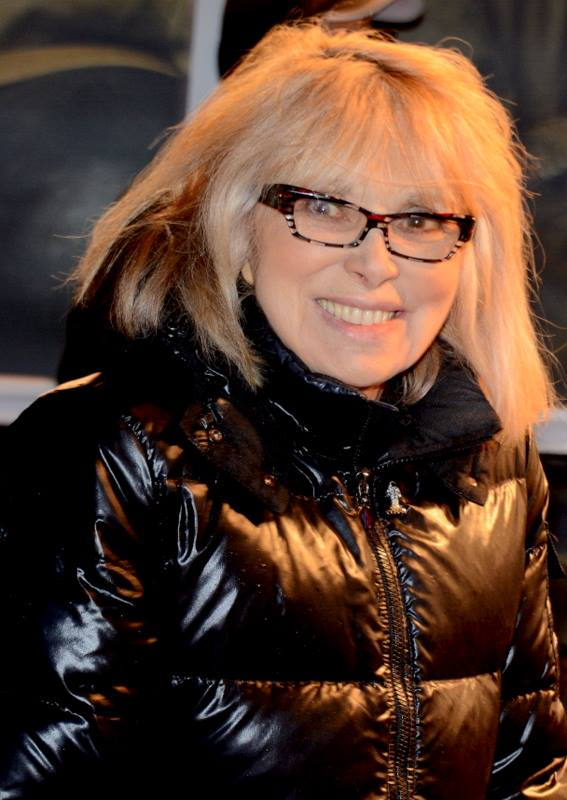
Mireille Darc (1938–2017)

- D’Arc, Sasha (* 1945), kroatischer Schauspieler
- Darcan, Hülya (* 1951), türkische Schauspielerin
- D’Arcangelo, Hernán (* 1980), argentinischer Squashspieler
- D’Arcangelo, Ildebrando (* 1969), italienischer Opernsänger in den Stimmlagen Bariton und BassIldebrando D’Arcangelo (* 1969)

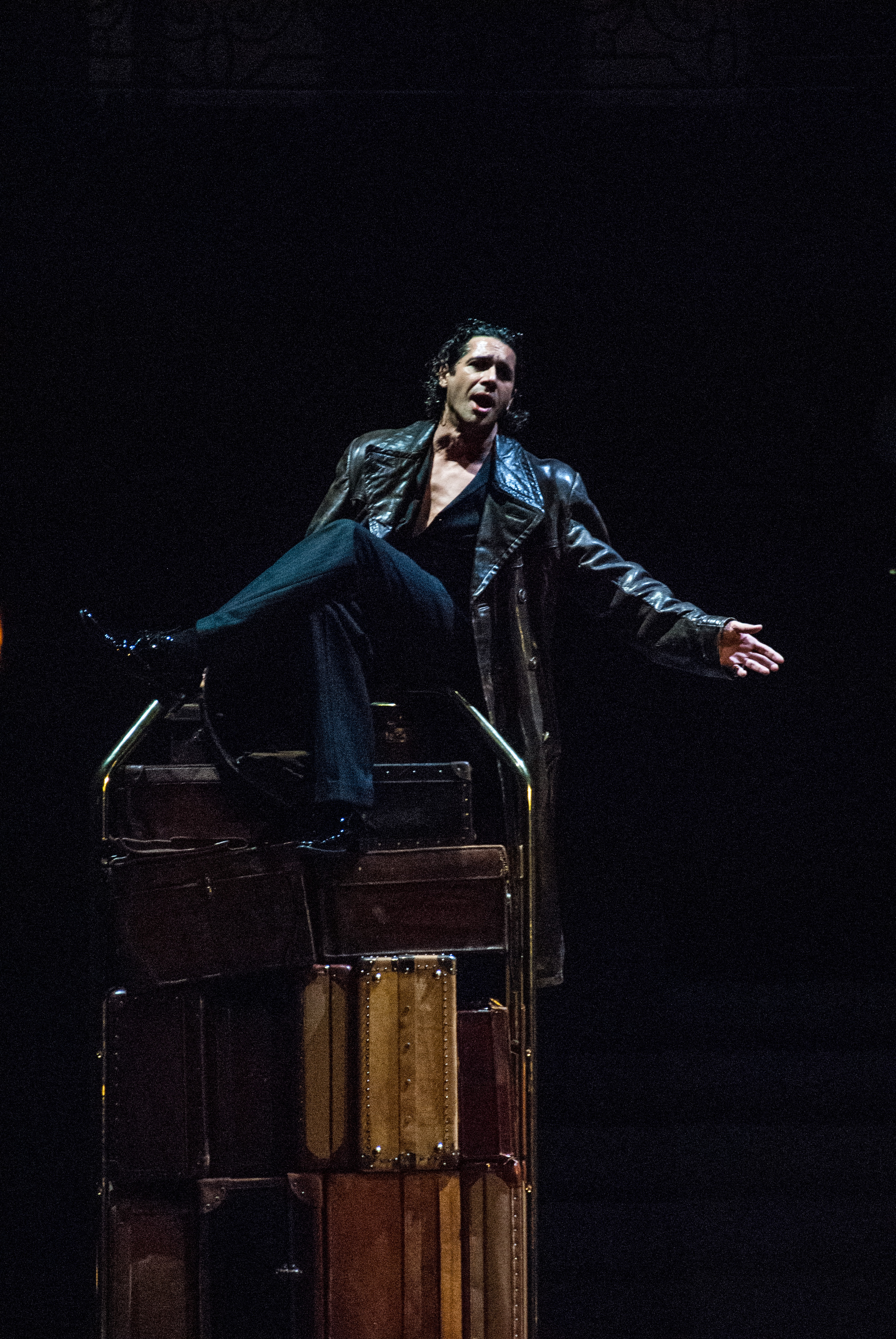
Ildebrando D’Arcangelo (* 1969)

- Darcel, Denise (1924–2011), US-amerikanische Schauspielerin
- Darcel, Jean-Louis (* 1939), französischer Historiker
- Darcey, Janine (1917–1993), französische Schauspielerin
- Darcey-Alden, Ellie (* 1999), britische Schauspielerin
- Darchan, Tygyn († 1632), jakutischer König
- Darche, Alban (* 1974), französischer Jazzmusiker (Saxophon, Komposition)
- Darche, Mathieu (* 1976), kanadischer Eishockeyspieler und -funktionär
- Darchen, Jean-Pierre (* 1940), französischer Fußballspieler
- Darcheville, Jean-Claude (* 1975), französischer Fußballspieler
- Darchinger, Josef Heinrich (1925–2013), deutscher Fotograf
- Darchinger, Thomas (* 1963), deutscher Schauspieler
- Darci Lynne (* 2004), US-amerikanische Bauchrednerin und Sängerin
- Darcimoles, Pierre-Marie-Joseph (1802–1857), französischer römisch-katholischer Geistlicher und Erzbischof
- Darcis, Steve (* 1984), belgischer Tennisspieler
- Darclée, Hariclea (1860–1939), rumänische Opernsängerin
- d’Arco, Francesco Antonio (1848–1917), italienischer Politiker
- D’Arco, Livia († 1611), italienische Sängerin der Renaissance
- Darcos, Xavier (* 1947), französischer Politiker
- Darcus, Jack (* 1941), kanadischer Filmregisseur, Drehbuchautor, Schriftsteller und Maler
- D’Arcy Brown, Liam (* 1970), britischer Sinologe und Reiseschriftsteller
- D’Arcy Cooper, Francis (1882–1941), britischer Manager
- D’Arcy Gaw, Elizabeth Eleanor (1868–1944), -amerikanische Designerin und Kunstschmiedin
- D’Arcy, Alex (1908–1996), ägyptischer Schauspieler
- Darcy, Eamonn (* 1952), irischer Golfer
- D’Arcy, Ella († 1937), englische Schriftstellerin
- D’Arcy, Emma (* 1992), britische nichtbinäre Person, die schauspielerisch tätig istEmma D’Arcy (* 1992)

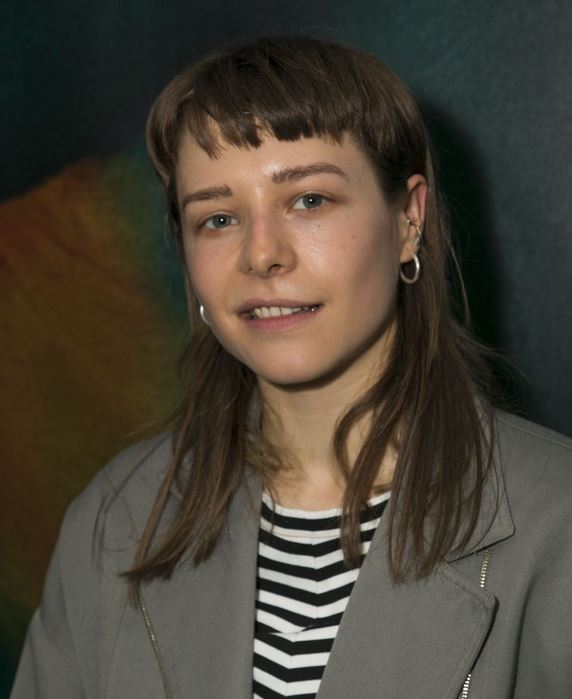
Emma D’Arcy (* 1992)

- D’Arcy, Frank (1946–2024), englischer Fußballspieler
- D’Arcy, George Abbas Kooli (1818–1885), britischer Kolonialgouverneur
- Darcy, Georgine (1931–2004), US-amerikanische Schauspielerin
- D’Arcy, Gordon (* 1980), irischer Rugbyspieler
- Darcy, Henry (1803–1858), französischer Ingenieur
- D’Arcy, James (* 1975), britischer SchauspielerJames D’Arcy (* 1975)

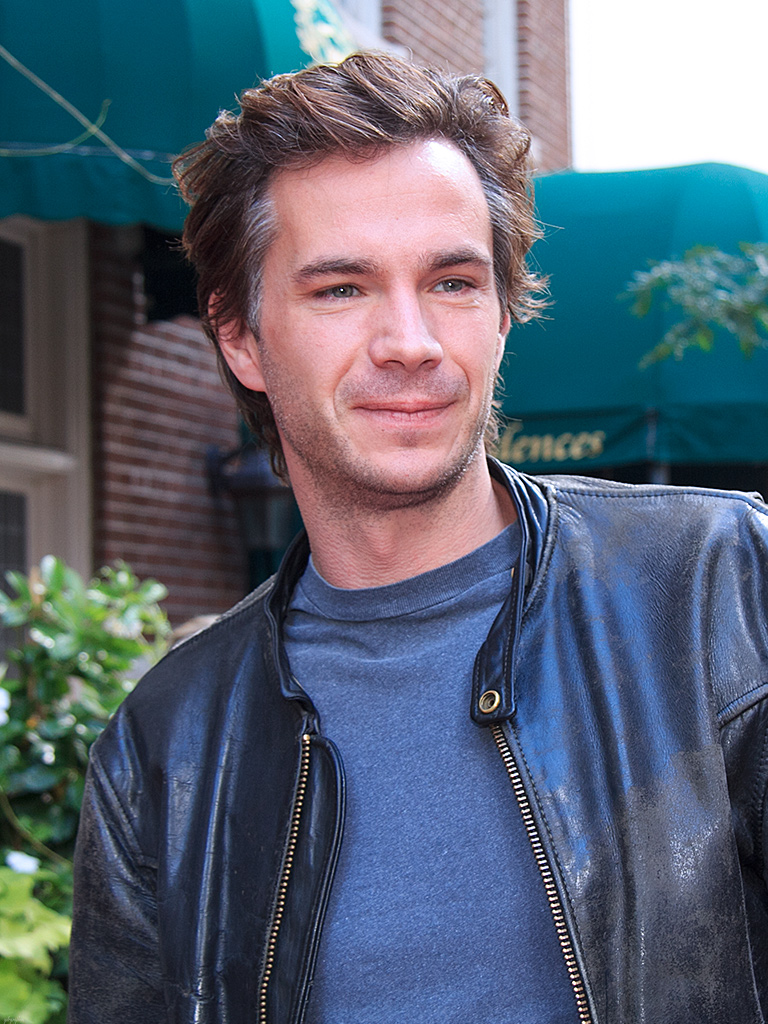
James D’Arcy (* 1975)

- D’Arcy, John, irischer Bierbrauer und Politiker
- Darcy, John, englischer Ritter
- D’Arcy, John Michael (1932–2013), US-amerikanischer Geistlicher, Bischof von Fort Wayne-South Bend
- Darcy, John, 1. Baron Darcy de Knayth († 1347), englischer Adliger, Politiker, Militär und Beamter
- Darcy, John, 2. Baron Darcy de Knayth (1317–1356), englischer Adliger und Militär
- Darcy, John, 5. Baron Darcy de Knayth (1377–1411), englischer Adliger
- D’Arcy, Joseph Eric (1924–2005), australischer Geistlicher, römisch-katholischer Bischof
- D’Arcy, Laurie (* 1947), australischer Sprinter neuseeländischer Herkunft
- Darcy, Les (1895–1917), australischer Boxer
- D’Arcy, Marcus, Filmeditor
- D’Arcy, Michael (1934–2024), irischer Politiker (Fine Gael); Staatsminister
- D’Arcy, Michael William (* 1970), irischer Politiker (Fine Gael); Staatsminister
- Darcy, Norman, englischer Adliger
- Darcy, Norman, englischer Adliger und Militär
- Darcy, Norman, 2. Baron Darcy of Nocton († 1340), englischer Adliger und Politiker
- Darcy, Philip, englischer Adliger
- Darcy, Philip, 1. Baron Darcy of Nocton, englischer Adliger und Militär
- Darcy, Philip, 4. Baron Darcy de Knayth (1352–1399), englischer Adliger, Militär und Richter
- Darcy, Philip, 6. Baron Darcy de Knayth († 1418), englischer Adliger
- Darcy, Robert, anglonormannischer Adliger
- Darcy, Robert, 4. Earl of Holderness (1718–1778), britischer Adliger, Diplomat und Politiker
- Darcy, Sheila (1914–2004), US-amerikanische Schauspielerin
- Darcy, Thomas († 1180), anglonormannischer Adliger
- Darcy, Thomas († 1206), anglonormannischer Adliger
- Darcy, Thomas, 1. Baron Darcy de Darcy († 1537), englischer Staatsmann
- D’Arcy, Tracey, Filmproduzentin
- D’Arcy, Victor (1887–1961), britischer Sprinter und Olympiasieger
- D’Arcy, William (1931–1999), US-amerikanischer Botaniker
- D’Arcy, William Knox (1849–1917), britischer Unternehmer
- Darcy, Xavier (* 1995), Singer-Songwriter
- D’Arcy-Osborne, Francis, 7. Duke of Leeds (1798–1859), britischer Adliger

### Dard
- Dard, Antoine (1715–1784), französischer Komponist, Oboist, Fagottist und Musiktheoretiker
- Dard, Émile (1871–1947), französischer Diplomat
- Dard, Frédéric (1921–2000), französischer Schriftsteller
- Dard, Georges (1918–2001), französischer Fußballspieler
- Dard, Rachel (* 1951), französischer Radrennfahrer
- Dárdai, Bence (* 2006), ungarisch-deutscher Fußballspieler
- Dárdai, Márton (* 2002), ungarisch-deutscher Fußballspieler
- Dárdai, Pál (1951–2017), ungarischer Fußballspieler
- Dárdai, Pál (* 1976), ungarischer Fußballspieler und -trainerPál Dárdai (* 1976)

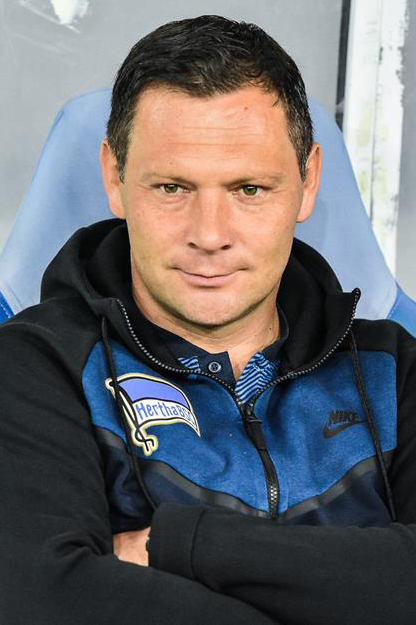
Pál Dárdai (* 1976)

- Dárdai, Palkó (* 1999), ungarisch-deutscher Fußballspieler
- Dardan (* 1997), deutscher Rapper kosovo-albanischer AbstammungDardan (* 1997)

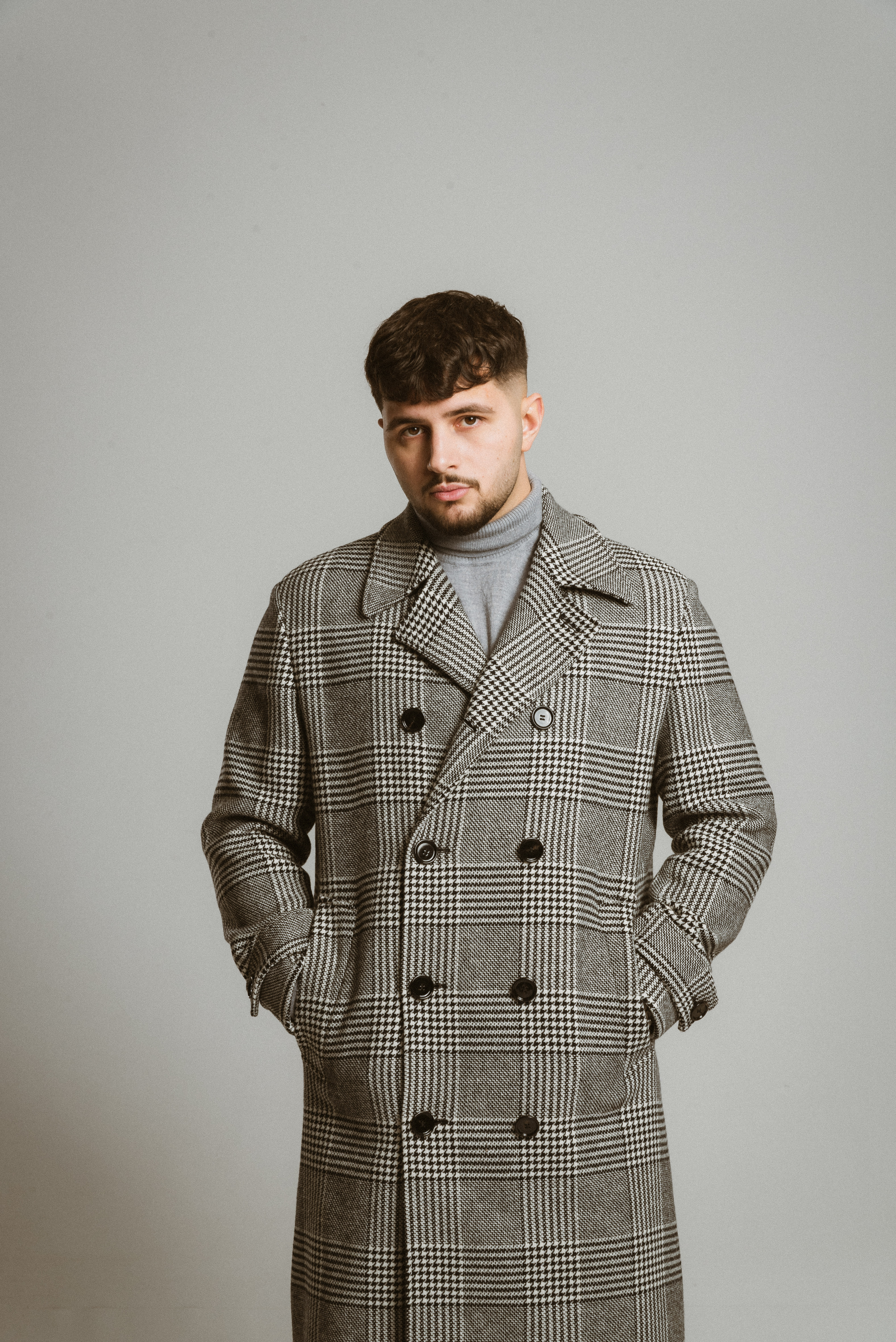
Dardan (* 1997)

- Dardan, Asal (* 1978), iranisch-deutsche Schriftstellerin und Journalistin
- Dardanelle (1917–1997), US-amerikanische Blues- und Jazzsängerin, Vibraphonistin und Pianistin
- Dardani, Luigi (1915–1999), italienischer Bischof
- Dardar, Firas (* 1975), irakischer syrisch-katholischer Geistlicher, Patriarchal-Exarch von Basra und Kuwait
- Dardari, Aiman (* 2005), luxemburgischer Fußballspieler
- Dardel, Fritz von (1817–1901), schwedischer Offizier, Maler und Satirezeichner
- Dardel, Georges (1919–1982), französischer Politiker
- Dardel, Jean Louis Joseph (1920–2005), französischer Geistlicher, Bischof von Clermont
- Dardel, Jean-Nils de (* 1943), Schweizer Politiker (SP)
- Dardel, Nils von (1888–1943), schwedischer Maler des Post-Impressionismus
- Darden, Christine (* 1942), US-amerikanische Mathematikerin und Luft- und Raumfahrtingenieurin
- Darden, Christopher (* 1956), US-amerikanischer Jurist, Buchautor und ehemaliger Staatsanwalt
- Darden, Colgate (1897–1981), US-amerikanischer Politiker
- Darden, Dexter (* 1991), US-amerikanischer Schauspieler
- Darden, George (* 1943), US-amerikanischer Politiker
- Darden, Geraldine Claudette (* 1936), amerikanische Mathematikerin und Hochschullehrerin
- Darden, Paul (* 1968), US-amerikanischer Pokerspieler, Rap-Promoter und Nachtclub-Besitzer
- Darden, Severn (1929–1995), US-amerikanischer Schauspieler
- Darden, Stephen Heard (1816–1902), US-amerikanischer Farmer und Politiker sowie Offizier in der Konföderiertenarmee
- Darden, Thomas (1900–1961), US-amerikanischer Marineoffizier
- Darden, Tony (* 1957), US-amerikanischer Sprinter
- Darden, Tremmell (* 1981), US-amerikanischer Basketballspieler
- Dardenne, Georg (* 1959), deutscher Fußballschiedsrichter
- Dardenne, Guy (* 1954), belgischer Fußballspieler und -trainer
- Dardenne, Jay (* 1954), US-amerikanischer Politiker
- Dardenne, Jean (1907–1945), belgischer römisch-katholischer Geistlicher, Weißer Vater und Märtyrer
- Dardenne, Jean-Pierre (* 1951), belgischer Filmregisseur, -produzent und Drehbuchautor
- Dardenne, Luc (* 1954), belgischer Filmregisseur, -produzent und Drehbuchautor
- Dardenne, Michael Ulrich (1924–2001), deutscher Augenarzt
- Dardenne, Sabine (* 1983), belgische Frau, Opfer des belgischen Sexualstraftäter Marc Dutroux
- Darder, Sergi (* 1993), spanischer Fußballspieler
- Darderi, Luciano (* 2002), italienischer Tennisspieler
- Dardha, Daniel (* 2005), belgischer Schachspieler
- Dardier, Jean-Philippe (1831–1923), französisch-schweizerischer Evangelist
- Dardozzi, Renato (1922–2003), italienischer Geistlicher
- Dardziński, Bronisław (1901–1971), polnischer Schauspieler bei Bühne, Hörfunk und Film

### Dare
- DARE (1968–2010), Schweizer Graffiti-Künstler
- Dare, Barbara (* 1963), US-amerikanische Pornodarstellerin
- Darè, Gastone (1918–1976), italienischer Säbelfechter
- Dare, Phyllis (1890–1975), britische Schauspielerin und Musicaldarstellerin
- Dare, Virginia (* 1587), erstes englisches Kind, das auf dem Gebiet der heutigen USA geboren wurdeVirginia Dare (* 1587)

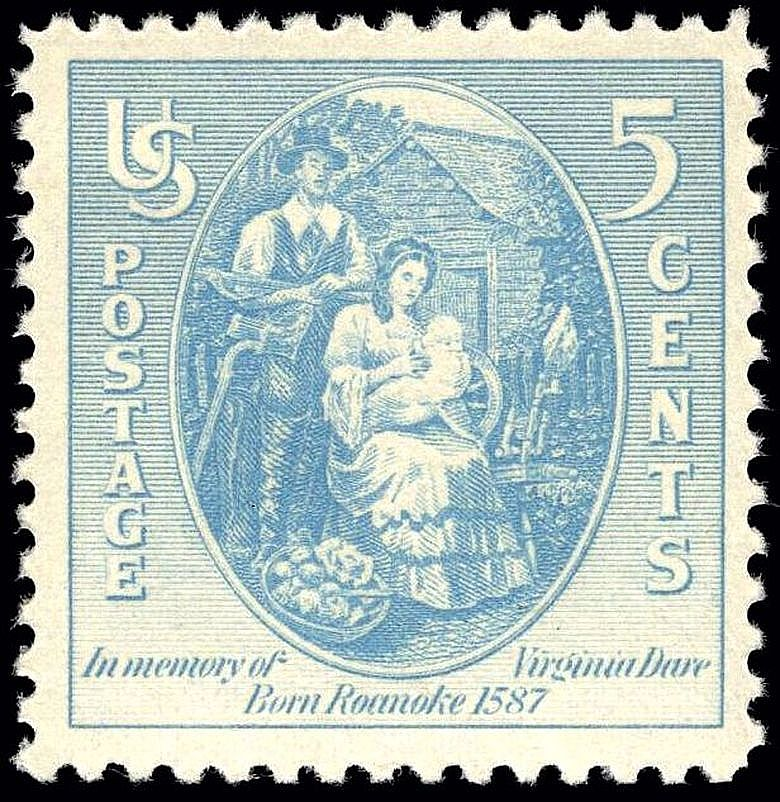
Virginia Dare (* 1587)

- Dare, Yinka (1972–2004), nigerianischer Basketballspieler
- Darego, Agbani (* 1982), nigerianisches Model
- Dareios, Herrscher der Elymais
- Dareios, König des Königreichs Pontos
- Dareios († 465 v. Chr.), Achämenide, Sohn des Großkönigs Xerxes I.
- Dareios, Achämenide, Sohn des Großkönigs Artaxerxes II.
- Dareios I. (549 v. Chr.–486 v. Chr.), persischer GroßkönigDareios I. (549 v. Chr.–486 v. Chr.)

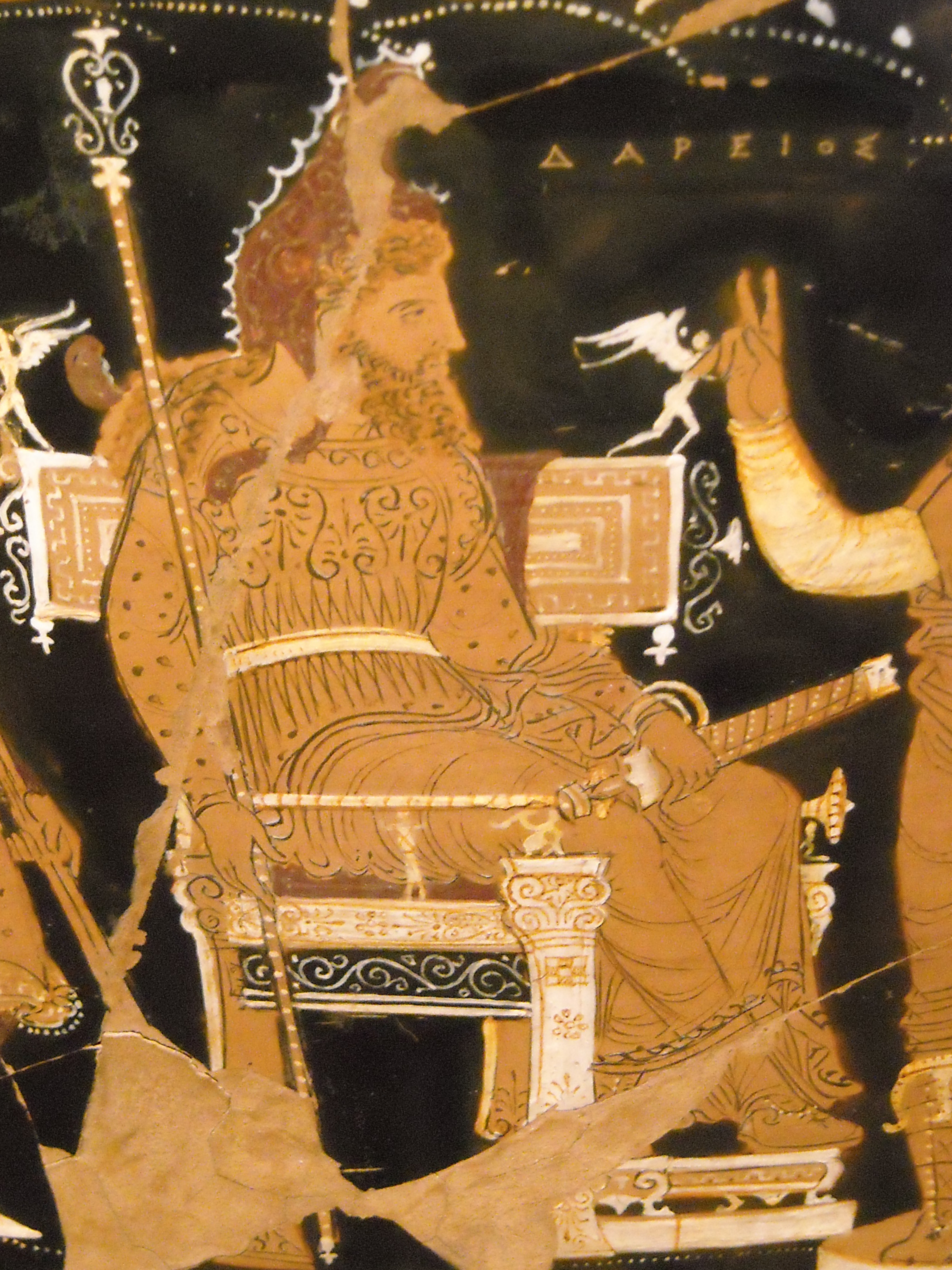
Dareios I. (549 v. Chr.–486 v. Chr.)

- Dareios II., persischer König (423 v. Chr.–404 v. Chr.)
- Dareios III. († 330 v. Chr.), letzter Herrscher des Perserreiches aus der Dynastie der Achämeniden
- Dareios-Maler, apulischer Vasenmaler des rotfigurigen Stils
- Darel, Florence (* 1968), französische Schauspielerin
- Daremberg, Charles (1817–1872), französischer Klassischer Philologe, Arzt, Medizinhistoriker und Bibliothekar
- Darensbourg, Joe (1906–1985), US-amerikanischer Jazz-Klarinettist und Saxophonist
- Darensbourg, Marcetta (* 1942), US-amerikanische Chemikerin
- Darer, Harald (* 1975), österreichischer Schriftsteller
- Dares Phrygius, lateinischer Autor
- Daressy, Georges (1864–1938), französischer Ägyptologe
- Daret, Jacques, flämischer Maler
- Daret, Pierre († 1678), französischer Maler und Kupferstecher
- Darewski, Ilja Sergejewitsch (1924–2009), sowjetischer bzw. russischer Biologe und Herpetologe
- Darey, Matt (* 1968), britischer DJ und Musiker

### Darf
- Darfeuil, Colette (1906–1998), französische Schauspielerin

### Darg
- Darg, David, US-amerikanischer Filmregisseur und Filmproduzent
- Darga, Klaus (* 1934), deutscher Schachspieler
- Darga, Muhibbe (1921–2018), türkische Archäologin
- Dargan, Ash, australischer Musiker
- Dargan, Edmund Strother (1805–1879), US-amerikanischer Jurist und Politiker
- Dargan, George W. (1841–1898), US-amerikanischer Politiker
- Dargaschewski, Willi (1921–2005), deutscher Fußballspieler
- Dargassies, Jean (1872–1965), französischer Radrennfahrer
- Dargatz, Alexander (* 1977), deutscher Bodybuilder
- Dargaud, Georges (1911–1990), französischer Verleger
- Dargaville, Joseph McMullen (1837–1896), australischer Banker, neuseeländischer Geschäftsmann und Politiker
- Dargay, Attila (1927–2009), ungarischer Comiczeichner und Filmregisseur
- Darge, Rolf (* 1958), deutscher Philosoph
- Darge, Wehebe (* 1991), australischer Eishockeyspieler
- Dargel, Paul (* 1903), deutscher Politiker (NSDAP), MdRPaul Dargel (* 1903)

Paul Dargel (* 1903)

- Dargelas, André Henri (1828–1906), französischer Genremaler
- Dargelis, Heinz (* 1940), deutscher Fotograf
- Dargemann, Johan (1659–1739), schwedischer Fiskalbeamter, tätig in Bremen-Verden
- Dargent, Daniel (1937–2005), französischer Gynäkologe
- d’Argenteau, Charles-Joseph-Benoît (1787–1879), belgischer Diplomat des Heiligen Stuhls, Erzbischof und Nuntius in München
- Darger, Henry (1892–1973), US-amerikanischer Outsider-Art-Künstler, Maler, Schriftsteller
- Darges, Fritz (1913–2009), deutscher SS-Obersturmbannführer und Adjutant von Adolf Hitler
- Dargetzow, Johann († 1365), Bürgermeister der Hansestadt Wismar
- Dargetzow, Johann († 1396), Bürgermeister der Hansestadt Wismar
- Dargie, Waltenegus (* 1969), äthiopisch-deutscher Informatiker und Autor
- Dargie, William (1912–2003), australischer Maler
- Dargin, Alan (1967–2008), australischer MusikerAlan Dargin (1967–2008)

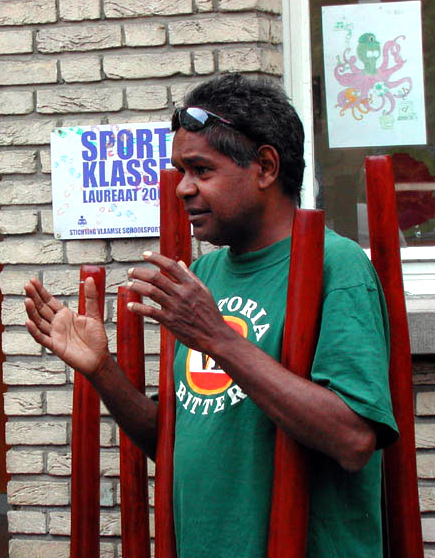
Alan Dargin (1967–2008)

- Dargin, Edward Vincent (1898–1981), US-amerikanischer Geistlicher, Weihbischof in New York
- Dargis, Manohla (* 1961), US-amerikanische Filmkritikerin und Journalistin
- Dargis, Petras (* 1955), litauischer Journalist und Politiker
- Dargis, Robertas (* 1960), litauischer Unternehmer und Manager
- Dargler, Johann Jakob (1758–1829), fränkischer Gutsbesitzer und Abgeordneter
- Dargomyschski, Alexander Sergejewitsch (1813–1869), russischer Komponist
- Dargren, Hampus (* 1989), schwedischer Unihockeyspieler
- Dargužaitė, Milda (* 1976), litauische Managerin, Finanzanalystin und Beamtin
- Dargyay, Eva K. (* 1937), deutsche Tibetologin

### Dari
- Dari (* 1984), deutscher Sänger und Songwriter
- Dari, Achraf (* 1999), marokkanischer Fußballspieler
- Daria, christliche Märtyrin
- Darian, Anita (1927–2015), US-amerikanische Opernsängerin (Sopran) und Musikerin (Kazoo)
- Darıcıoğlu, Necdet (1926–2016), türkischer Richter, Präsident des Verfassungsgerichts der Türkei
- Darida, Clelio (1927–2017), italienischer Jurist und Politiker (DC), Mitglied der Camera dei deputati
- Darida, Vladimír (* 1990), tschechischer Fußballspieler
- Darie, Iurie (1929–2012), rumänischer Schauspieler
- Darié, Sandú (1908–1991), kubanischer Maler rumänischer Herkunft
- d’Arien, Bernhard Christoph (1754–1793), deutscher Jurist und Theaterdichter
- Darien, Garfield (* 1987), französischer Hürdenläufer
- Darien, Georges (1862–1921), französischer Autor
- Darien, Henri Gaston (1864–1926), französischer Genre- und Landschaftsmaler
- D’Arienzo, Juan (1900–1976), argentinischer Tango-Musiker und -Komponist
- D’Arienzo, Nicola (1842–1915), italienischer Komponist, Musikschriftsteller und Musikpädagoge
- Darier, Ferdinand-Jean (1856–1938), französischer Dermatologe
- Darier, Jean-Jacques (1803–1885), Schweizer Politiker
- Dariimaa, Natdschawyn (* 1950), mongolische Bogenschützin
- Darikwa, Tendayi (* 1991), englischer Fußballspieler
- Darin (* 1987), schwedischer Popsänger
- Darin, Bobby (1936–1973), US-amerikanischer Allroundmusiker (Rock, Swing, Folk, Protest), Entertainer und SchauspielerBobby Darin (1936–1973)

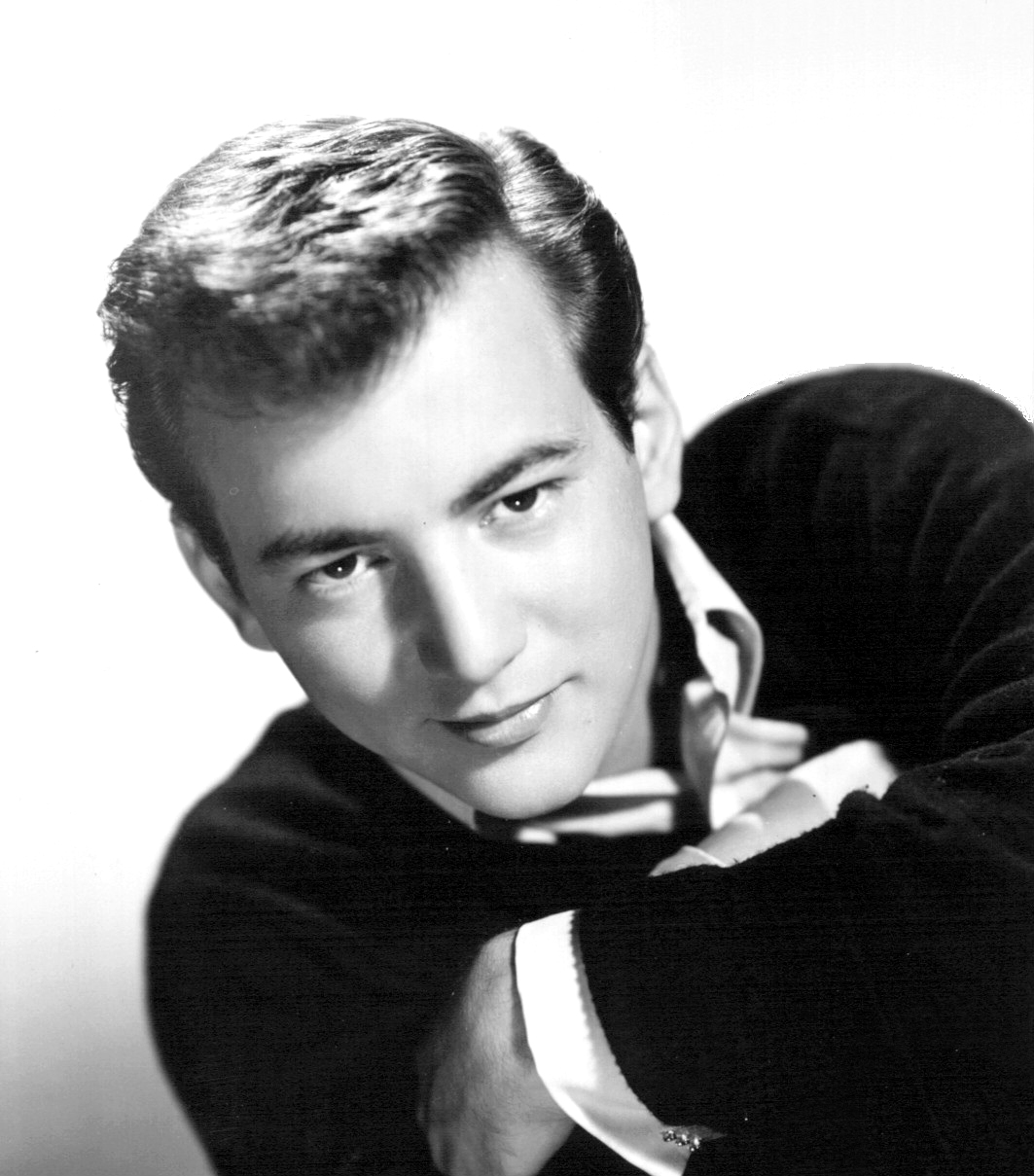
Bobby Darin (1936–1973)

- Darín, Chino (* 1989), argentinischer Serien- und Filmschauspieler
- Darín, Ricardo (* 1957), argentinischer Schauspieler
- Darina (* 1980), mexikanische Sängerin, Songschreiberin, Schauspielerin, Fußballspielerin und Politikerin
- Darina, Jelena Nikolajewna (* 1985), russische Biathletin
- Daring, Mason (* 1949), US-amerikanischer Komponist
- Daringer, Engelbert (1882–1966), österreichischer Kirchenmaler und Restaurator
- Däringer, Johann Georg (1759–1809), österreichischer Historienmaler
- Daringer, Manfred (1942–2009), österreichischer Bildhauer
- Daringo, Tanyaradzwa (* 1992), namibische Werbefachfrau, Feministin und Dichterin
- Darini, Pouria (* 1991), iranischer Schachspieler
- Dario, Giovanni Antonio (1630–1702), italienischer Architekt und Steinmetz
- Darío, Héctor (1938–2013), argentinischer Tangosänger
- Darío, Rubén (1867–1916), nicaraguanischer Schriftsteller und Diplomat
- Dário, Silvio Maria (1919–1974), brasilianischer Geistlicher, römisch-katholischer Bischof von Itapeva
- Darischina, Janina (* 1993), russische Tennisspielerin
- Darisse, Gilbert (1909–1996), kanadischer Geiger, Dirigent und Musikpädagoge
- Darius der Meder, chaldäischer König
- Darius, Paul (1893–1962), deutscher Architekt und Hochschullehrer
- Darius, Steponas (1896–1933), litauisch-US-amerikanischer Pilot
- Darius, Symone (* 1998), liberianisch-US-amerikanische Sprinterin
- Darius, Vincent (1955–2016), grenadischer Ordensgeistlicher, römisch-katholischer Bischof von Saint George’s in Grenada

### Darj
- Darj, Max (* 1991), schwedischer Handballspieler
- Darjes, Hille (1943–2018), deutsche Schauspielerin sowie Hörspiel- und Hörbuchsprecherin
- Darjes, Joachim Georg (1714–1791), deutscher Schriftsteller
- Darjes, Ulrich (1788–1864), deutscher Befreiungskämpfer und lutherischer Geistlicher

### Dark
- Dark Tenor, The (* 1980), US-amerikanischer SängerThe Dark Tenor (* 1980)

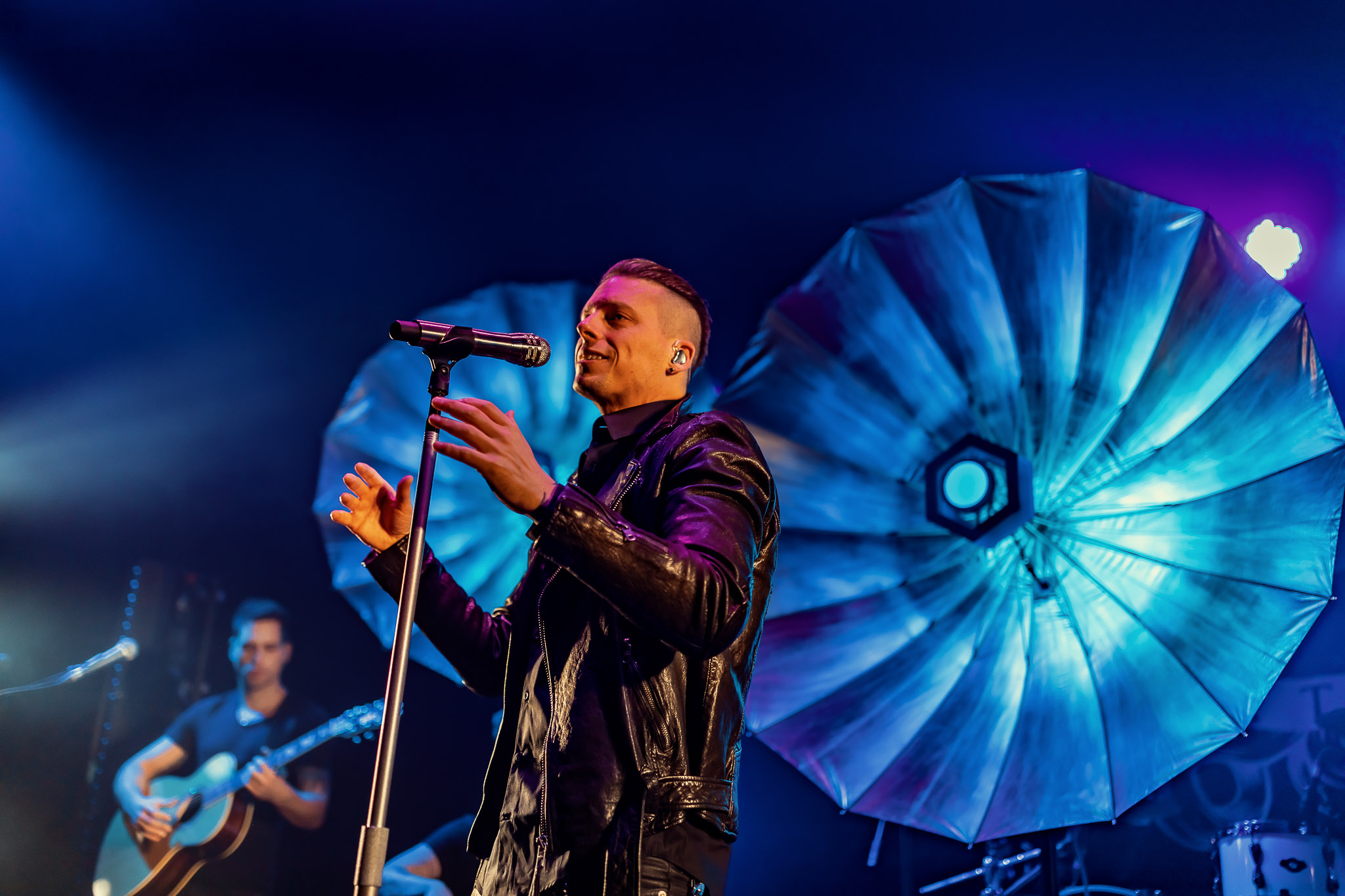
The Dark Tenor (* 1980)

- Dark, Angel (* 1982), slowakische Pornodarstellerin und Aktmodell
- Dark, Anita (* 1975), ungarische Pornodarstellerin und Nackt-Modell
- Dark, Eleanor (1901–1985), australische Schriftstellerin
- Dark, Gregory (* 1957), US-amerikanischer Filmregisseur, Filmproduzent und Drehbuchautor
- Dark, Simone (* 1982), deutsche Übersetzerin und Schriftstellerin
- Darkholme, Van (* 1972), vietnamesischer Pornodarsteller, Model und FilmregisseurVan Darkholme (* 1972)

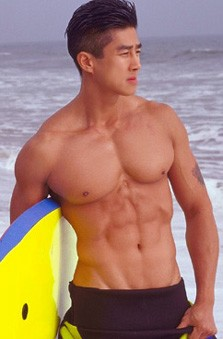
Van Darkholme (* 1972)

- Darko, Amma (* 1956), ghanaische Schriftstellerin
- Darko, Jesse (* 1993), österreichisch-ghanaischer Fußballspieler
- Darko, John Martin (1945–2013), ghanaischer Geistlicher und Bischof von Sekondi-Takoradi
- Darko, Kwabena (* 1942), ghanaischer Politiker, Präsidentschaftskandidat, Industriemagnat und Pastor in Ghana
- Darko, Kwadjo Adjei (* 1948), ghanaischer Politiker, Minister für lokale Verwaltung, ländliche Entwicklung und Umweltschutz
- Darko, Luna (* 1991), deutsche Webvideoproduzentin, Publizistin und Autorin
- Darko, Richmond (* 2002), ghanaischer Fußballspieler
- Darkow, Alexander (* 1980), deutscher Theaterschauspieler
- Darkschewitsch, Liweri Ossipowitsch (1858–1925), russischer Neurologe
- Darku, Gabriel (* 1995), kanadischer Schauspieler
- Darkus, Kevin (* 1962), US-amerikanischer Ringer

### Darl
- Darlan, Danièle (* 1952), zentralafrikanische Juristin und ehemalige Präsidentin des Verfassungsgerichts ihres Landes
- Darlan, Éva (* 1948), französische Schauspielerin
- Darlan, François (1881–1942), französischer Admiral und PolitikerFrançois Darlan (1881–1942)

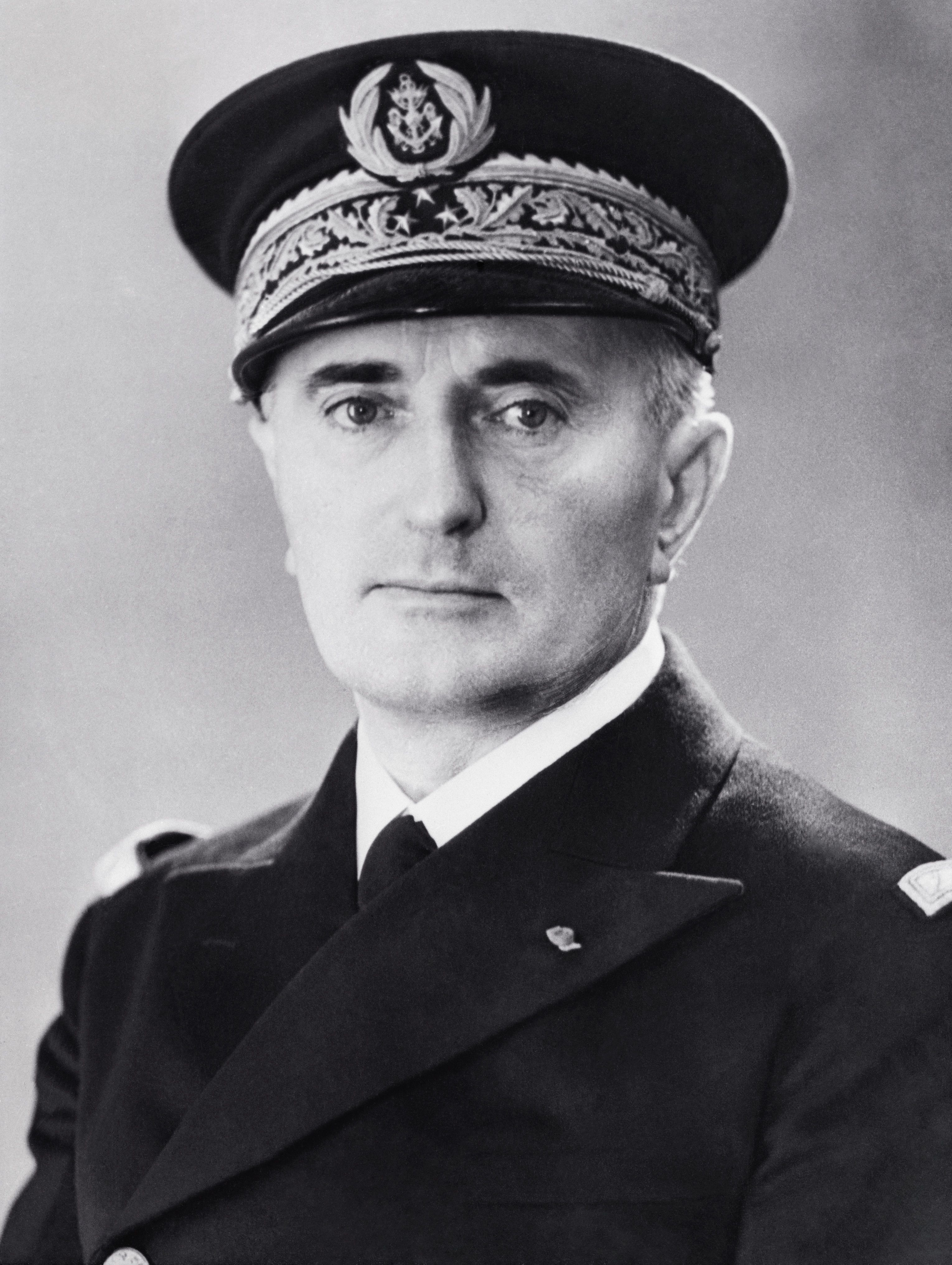
François Darlan (1881–1942)

- Darlan, Jean-Baptiste (1848–1912), französischer Politiker
- Darlap, Adolf (1924–2007), österreichischer katholischer Theologe
- Darlas, Filippos (* 1983), griechischer Fußballspieler
- D’Arle, Marcella (1906–2002), italienische Journalistin und Autorin
- Darleen, Alena (* 1998), deutsche Schauspielerin und Model
- Darleux, Cléopâtre (* 1989), französische Handballspielerin
- Darley, Felix Octavius Carr (1822–1888), US-amerikanischer Illustrator
- Darley, Frederick (1763–1847), Oberbürgermeister von Dublin
- Darley, George (1795–1846), irischer Schriftsteller, Dichter, Literaturkritiker, Mathematiker
- Darley, John M. (1938–2018), US-amerikanischer Sozialpsychologe
- Darley, John Richard (1799–1884), irischer Bischof von Kilmore, Elphin und Ardagh
- Darley, Thomas (1664–1704), Kaufmann der Levant Company in Aleppo
- Darlies, Monika (1919–2007), österreichische Theaterschauspielerin
- Darling, Alistair (1953–2023), britischer Politiker und Schatzkanzler
- Darling, Barbara (1947–2015), australische anglikanische Bischöfin
- Darling, Candy (1944–1974), US-amerikanische Filmschauspielerin
- Darling, Charles (1809–1870), britischer Kolonialadministrator
- Darling, Chuck (1930–2021), US-amerikanischer Basketballspieler
- Darling, Clifford (1922–2011), bahamaischer Politiker, Generalgouverneur der Bahamas
- Darling, David (1941–2021), US-amerikanischer Cellist
- Darling, David (* 1953), britischer Astronom und freischaffender wissenschaftlicher Autor
- Darling, Dennis (* 1975), bahamaischer Leichtathlet
- Darling, Donald Allan (1915–2014), US-amerikanischer Statistiker
- Darling, Ela (* 1986), US-amerikanische Pornodarstellerin, Schauspielerin und Mitbegründerin der Firma VRTube
- Darling, Erik (1933–2008), US-amerikanischer Folksänger, -gitarrist und Banjospieler
- Darling, George, Baron Darling of Hillsborough (1905–1985), britischer Politiker, Mitglied des House of Commons
- Darling, Gia (* 1977), US-amerikanischer transsexueller PornodarstellerGia Darling (* 1977)

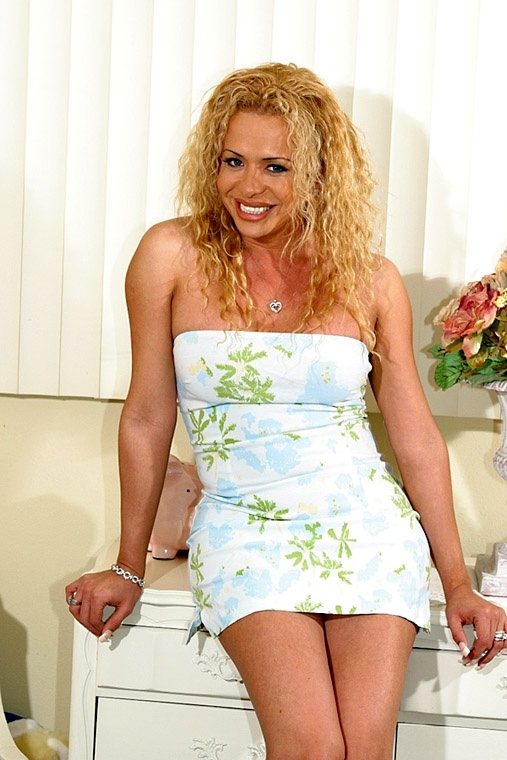
Gia Darling (* 1977)

- Darling, Grace (1815–1842), englische Lebensretterin, Tochter des Leuchtturmwärters William Darling
- Darling, Hale K. (1869–1940), US-amerikanischer Jurist und Politiker
- Darling, Jane (* 1980), tschechische Pornodarstellerin und SchauspielerinJane Darling (* 1980)

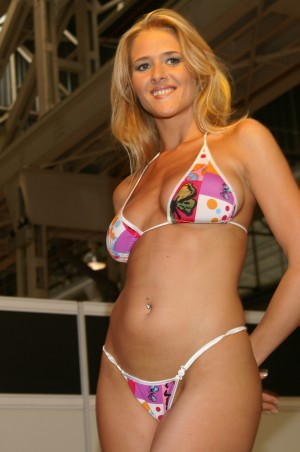
Jane Darling (* 1980)

- Darling, Jean (1922–2015), US-amerikanische Schauspielerin
- Darling, Jennifer (* 1946), US-amerikanische Schauspielerin und Synchronsprecherin
- Darling, Jesse (* 1981), britischer Künstler
- Darling, Kenneth (1909–1998), britischer Heeresoffizier, General
- Darling, Lucius B. (1827–1896), US-amerikanischer Politiker
- Darling, Mason Cook (1801–1866), US-amerikanischer Politiker
- Darling, Ralph (1772–1858), britischer General und Gouverneur von New South Wales
- Darling, Scott (* 1988), US-amerikanischer Eishockeytorwart
- Darling, Thomas (* 1958), US-amerikanischer Ruderer
- Darling, Wayne (* 1945), amerikanischer Jazzmusiker
- Darling, William (1885–1962), britischer Politiker
- Darling, William Augustus (1817–1895), US-amerikanischer Politiker
- Darling, William S. (1882–1963), US-amerikanischer Szenenbildner
- Darling-Hammond, Linda (* 1951), US-amerikanische Bildungsexpertin
- Darlington, Cyril Dean (1903–1981), englischer Botaniker und Genetiker
- Darlington, Edward (1795–1884), US-amerikanischer Politiker
- Darlington, Frances (1880–1940), britische Bildhauerin des New Sculpture Movements
- Darlington, Isaac (1781–1839), US-amerikanischer Politiker
- Darlington, Jonathan (* 1956), englischer DirigentJonathan Darlington (* 1956)

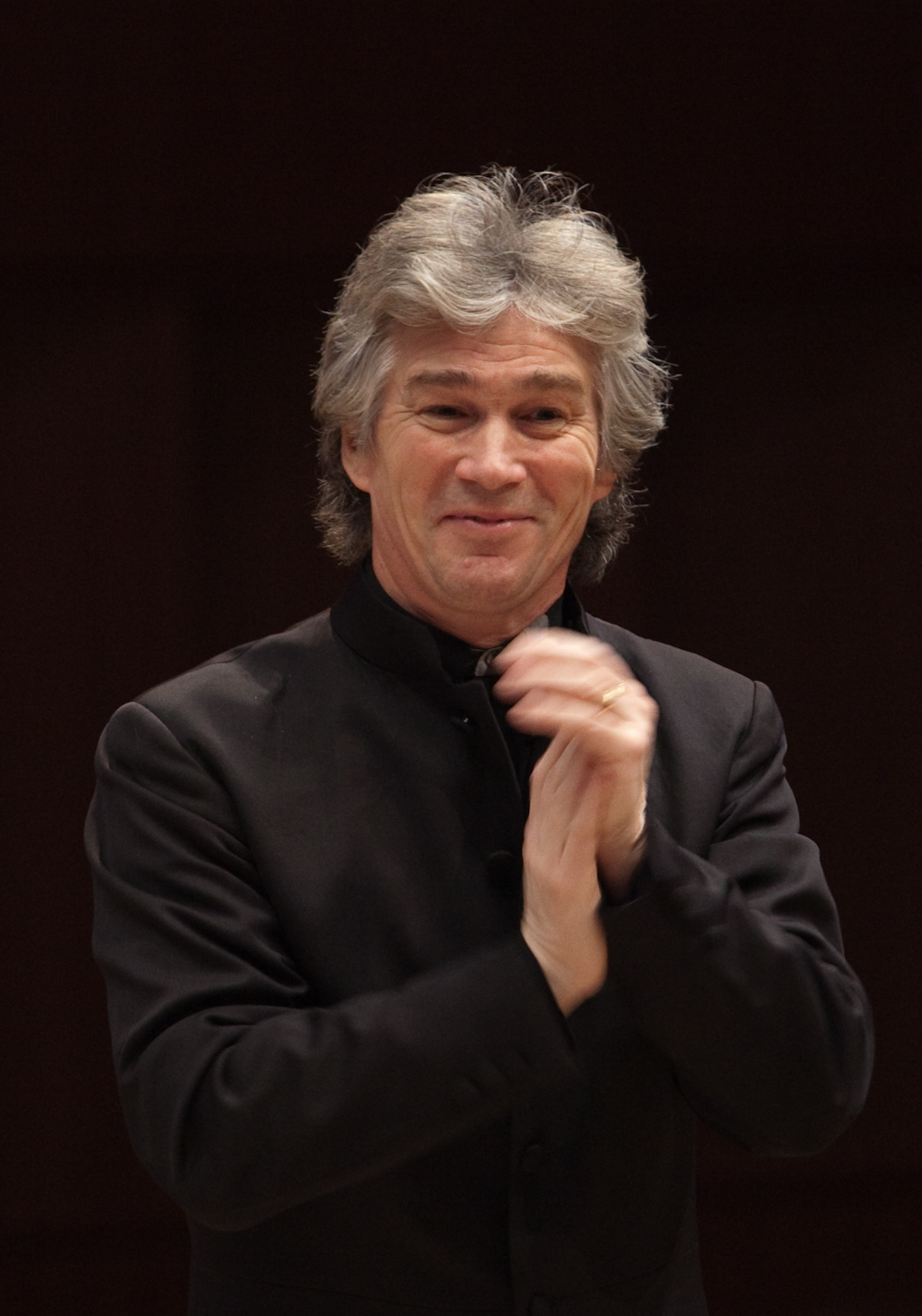
Jonathan Darlington (* 1956)

- Darlington, Sidney (1906–1997), US-amerikanischer Erfinder
- Darlington, Smedley (1827–1899), US-amerikanischer Politiker
- Darlington, William (1782–1863), US-amerikanischer Politiker und Botaniker
- Darlington, William Aubrey (1890–1979), britischer Schriftsteller und Journalist
- Darlow, David (* 1942), britischer Filmproduzent und Filmregisseur
- Darlow, David (* 1943), US-amerikanischer Film- und Theaterschauspieler sowie Theaterregisseur
- Darlow, Karl (* 1990), englischer Fußballspieler
- Darlowski, Henryk (* 1953), polnischer Jazzmusiker (Keyboards) und freischaffender Künstler in Wiesbaden
- Darly, Lise (* 1981), französische Sängerin

### Darm
- Darmaatmadja, Julius Riyadi (* 1934), indonesischer Ordensgeistlicher, Erzbischof von Jakarta und Kardinal
- Darmadi (* 1945), indonesischer Badmintonspieler
- Darmagnac, Jean Barthélemy (1766–1855), französischer General der Infanterie
- Darman, Abdinur (* 1953), somalischer Geschäftsmann, Ingenieur und Politiker
- Darman, Richard (1943–2008), US-amerikanischer Wirtschaftswissenschaftler und Wirtschaftsmanager
- Darmanin, Gérald (* 1982), französischer Politiker (UMP, LREM)
- Darmanin, Lisa (* 1991), australische Seglerin
- Darmanin, Paul (1940–2023), maltesischer Ordensgeistlicher, römisch-katholischer Bischof von Garissa
- Darmann, Gernot (* 1975), österreichischer Politiker (FPK), Landtagsabgeordneter, Abgeordneter zum NationalratGernot Darmann (* 1975)

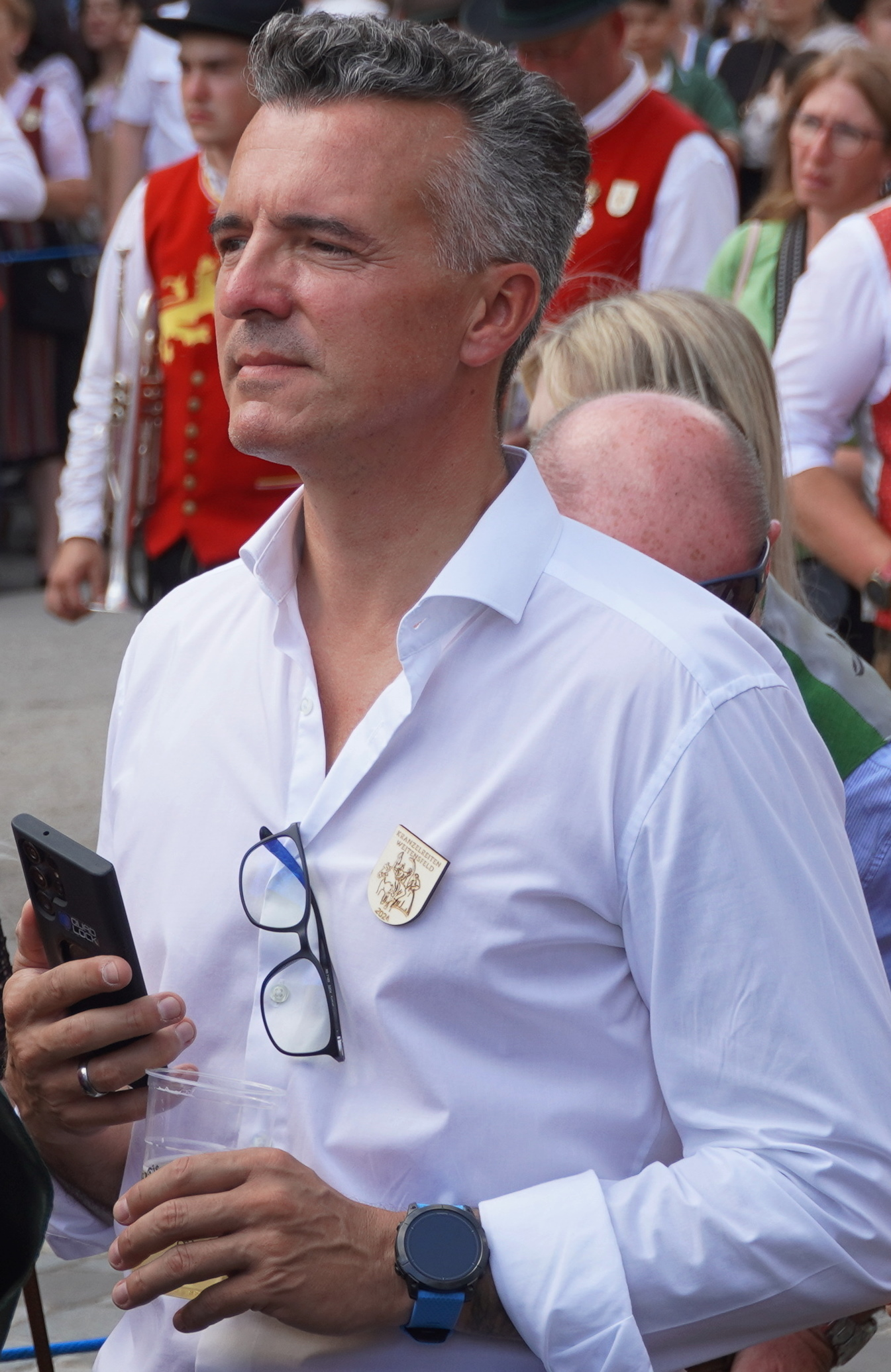
Gernot Darmann (* 1975)

- Därmann, Iris (* 1963), deutsche Kulturwissenschaftlerin und Philosophin
- Darmann-Finck, Ingrid (* 1964), deutsche Wissenschaftlerin, Professorin für Pflegewissenschaft
- Darmanović, Srđan (* 1961), montenegrinischer Politikwissenschaftler, Diplomat und Politiker
- Darmawan, Ade (* 1974), indonesischer Künstler und Ausstellungskurator
- D’Arménia, Jean-Claude (1940–2018), französisch-britischer Fußballspieler
- Darmesteter, Arsène (1846–1888), französischer Romanist
- Darmesteter, James (1849–1894), französischer Orientalist
- Darmet, Bernard (1945–2018), französischer Radrennfahrer
- Darmian, Matteo (* 1989), italienischer Fußballspieler
- Darmo, Thomas († 1969), Katholikos-Patriarch der ostsyrischen „Kirche des Ostens“
- Darmohoetomo, Dylan (* 1992), surinamischer Badmintonspieler
- Darmois, Eugène (1884–1958), französischer Physiker und Physikochemiker
- Darmois, Georges (1888–1960), französischer Mathematiker, mathematischer Physiker und Statistiker
- Darmois, Hugues, französischer Filmeditor
- Darmojuwono, Justinus (1914–1994), indonesischer Geistlicher, Kardinal der römisch-katholischen Kirche
- Darmon, Gérard (* 1948), französischer Schauspieler und SängerGérard Darmon (* 1948)

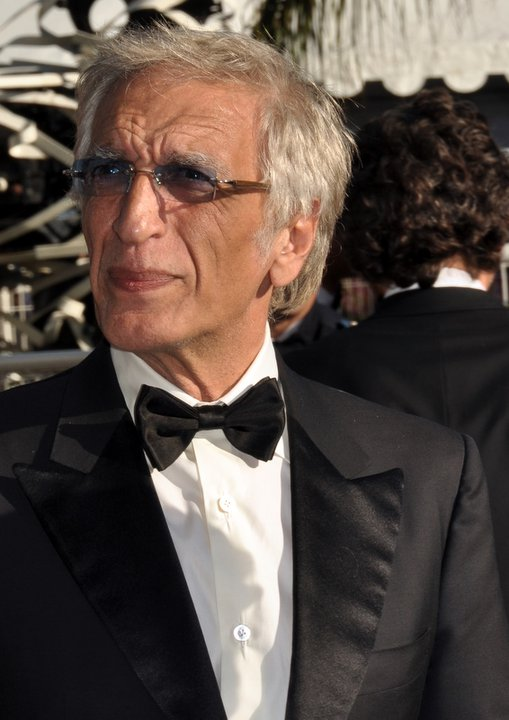
Gérard Darmon (* 1948)

- Darmon, Henri (* 1965), kanadischer Mathematiker
- Darmon, Marco (1930–2017), französischer Jurist und Generalanwalt am EuGH
- Darmon, Pierre (* 1934), französischer Tennisspieler und -funktionär
- Darmond, Grace (1893–1963), kanadisch-US-amerikanische Schauspielerin
- Darmos, József (* 1985), ungarischer Boxer
- Darmosuwito, Musiran, indonesischer Offizier
- Darmoul, Mohamed (* 1998), tunesischer Handballspieler
- Darmová, Martina (* 1990), slowakische Biathletin
- Darms, Flurin (1918–2009), Schweizer Schriftsteller
- Darms, Georges (* 1946), Schweizer Linguist
- Darms, Gion (1896–1976), Schweizer Politiker (KVP)
- Darms, Gion (1930–2014), Schweizer Ordensgeistlicher und Katholischer Theologe
- Darms, Gion Martin (1823–1907), Schweizer reformierter Theologe, Pfarrer, Gesangbuch-Herausgeber, Liederübersetzer und Chorgründer
- Darmstadt, Christine (1937–2014), deutsche Kunsthistorikerin
- Darmstadt, Gerhart (* 1952), deutscher Cellist und Hochschullehrer
- Darmstadt, Hans (* 1943), deutscher Kirchenmusiker, Komponist und Hochschullehrer
- Darmstädter, Beatrix (* 1972), österreichische Saxophonistin und Musikwissenschaftlerin
- Darmstädter, Friedrich (1883–1957), deutscher Landgerichtsrat in Mannheim
- Darmstädter, Maria (1892–1943), deutsche Religionswissenschaftlerin
- Darmstaedter, Dirk (* 1965), deutscher Musiker und SongschreiberDirk Darmstaedter (* 1965)

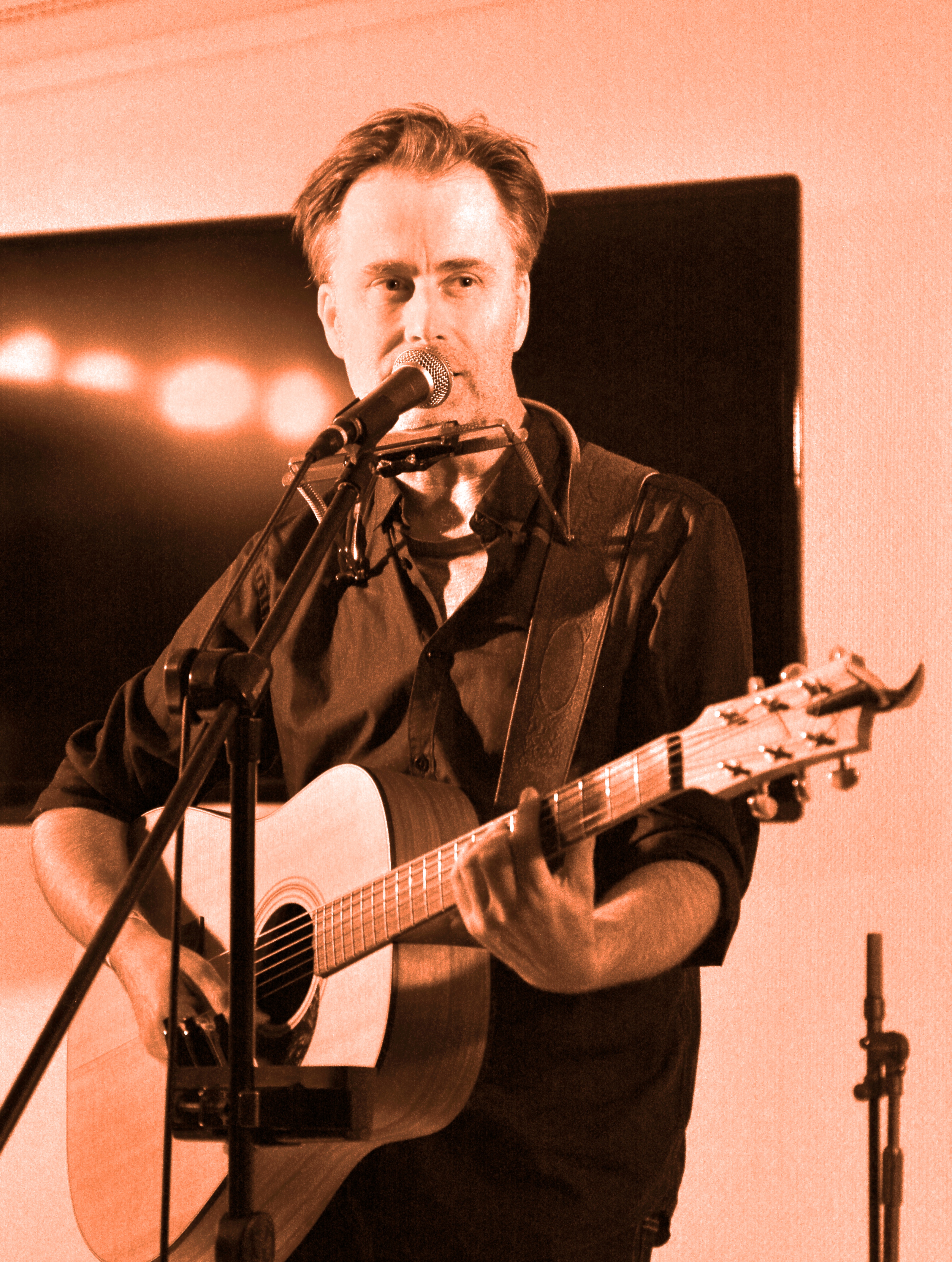
Dirk Darmstaedter (* 1965)

- Darmstaedter, Ernst (1877–1938), deutscher Chemiehistoriker und Büchersammler
- Darmstaedter, Ludwig (1846–1927), deutscher Chemiker und Wissenschaftshistoriker
- Darmstaedter, Paul (1873–1934), deutscher Historiker
- Darmstaedter, Robert (1904–1988), deutscher Kunsthistoriker und Lexikograf

### Darn
- Darn, deutscher Rapper
- Darnand, Joseph (1897–1945), rechtsextremer französischer Politiker im Zweiten Weltkrieg
- Darnauchans, Eduardo (1953–2007), uruguayischer Musiker und Liedermacher
- Darnaud, Jacques (1758–1830), französischer Brigadegeneral der Infanterie
- d’Arnaud, Travis (* 1989), US-amerikanischer Baseballspieler
- Darnaut, Hugo (1850–1937), österreichischer Maler
- Darnaut, Vincenz (1770–1821), österreichischer katholischer Geistlicher und Topograf
- Darnborough, Antony (1913–2000), britischer Filmproduzent und Filmregisseur
- Dárnea, Vasile (* 1975), rumänischer Violinist
- Darnehl, Walter (* 1924), deutscher Fußballspieler
- Darnell, Bruce (* 1957), US-amerikanisches Model und ChoreografBruce Darnell (* 1957)

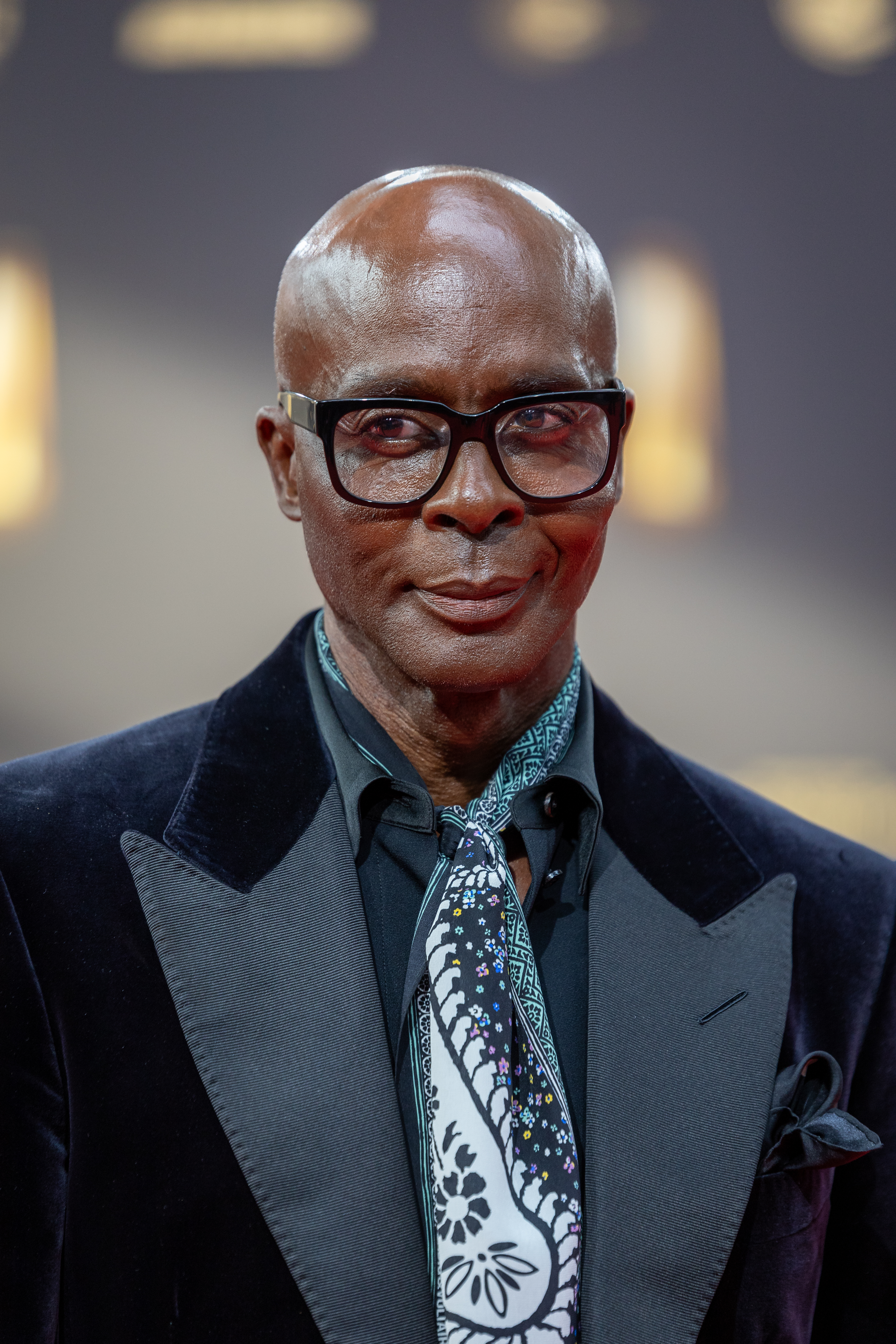
Bruce Darnell (* 1957)

- Darnell, Darcy (* 1967), US-amerikanische Fernsehschauspielerin
- Darnell, Eric (* 1960), US-amerikanischer Regisseur, Drehbuchautor, Animator, Songwriter und Synchronsprecher
- Darnell, James E. (* 1930), US-amerikanischer Zellbiologe
- Darnell, Linda (1923–1965), US-amerikanische Schauspielerin
- Darnesa, Stefanie (* 1991), deutsche Schauspielerin
- Darniche, Bernard (* 1942), französischer Rallye- und Rundstreckenrennfahrer
- Darnold, Sam (* 1997), US-amerikanischer American-Football-SpielerSam Darnold (* 1997)

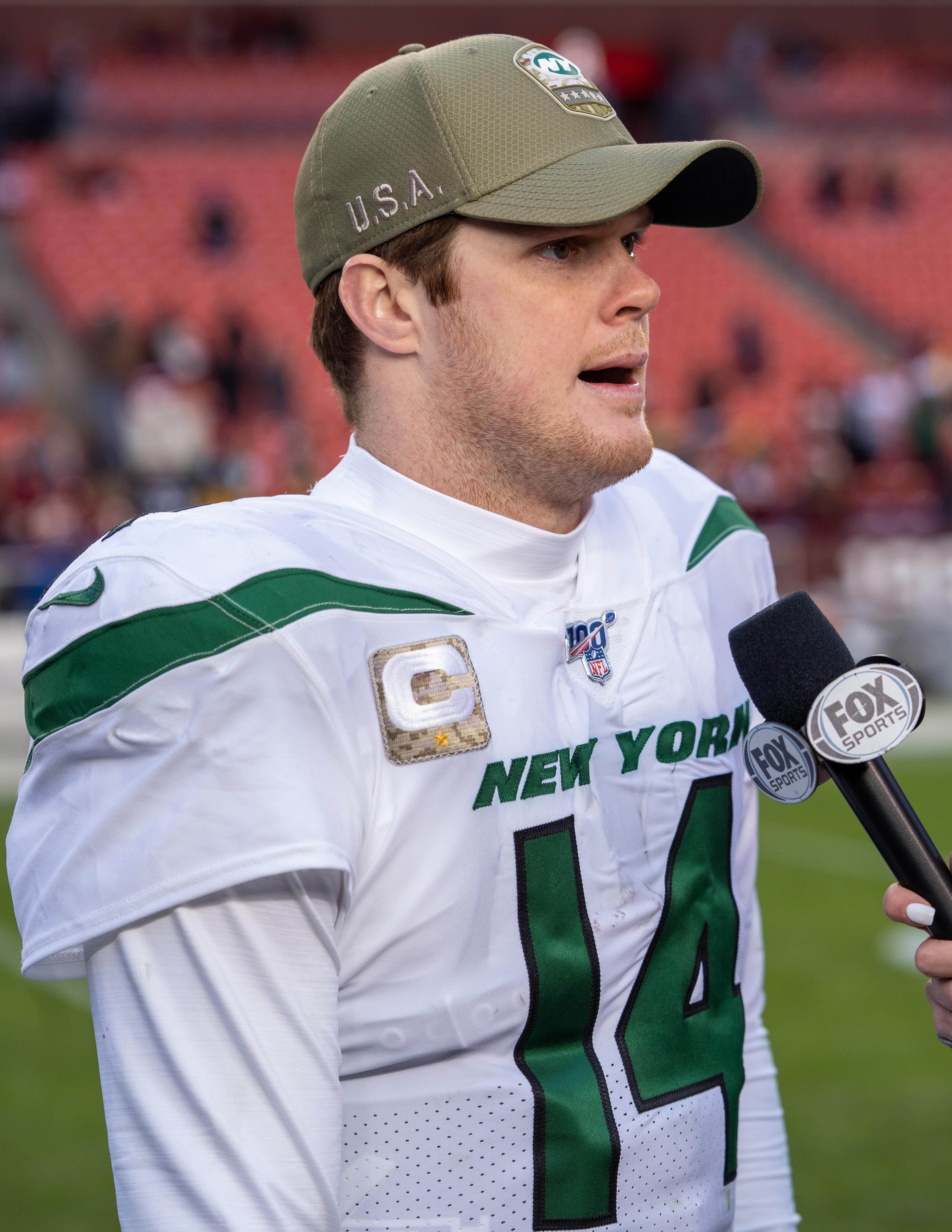
Sam Darnold (* 1997)

- Darnov, Hans-Maria (* 1951), österreichischer Schauspieler
- Darnowski, Connie (1934–2023), US-amerikanische Hürdenläuferin
- Darnstädt, Christoph (* 1960), deutscher Drehbuchautor
- Darnstädt, Gerda (1913–2008), deutsche SED-Funktionärin und DFD-Funktionärin
- Darnstädt, Helge (1925–2009), deutsche Schriftstellerin und Übersetzerin
- Darnstädt, Thomas (* 1949), deutscher Jurist, Journalist und Autor
- Darnstedt, Johann Adolph (1769–1844), deutscher Zeichner und Kupferstecher
- Darnton, Christian (1905–1981), englischer Komponist
- Darnton, John (* 1941), US-amerikanischer Journalist und Schriftsteller
- Darnton, Nina (* 1943), US-amerikanische Journalistin, Filmkritikerin und Schriftstellerin
- Darnton, Robert (* 1939), US-amerikanischer Historiker
- Darnyi, Tamás (* 1967), ungarischer Schwimmer

### Daro
- Daróczi, Ágnes (* 1954), ungarische Menschenrechtsaktivistin
- Daroff, Robert (1936–2025), US-amerikanischer Neurologe und Neuro-Ophthalmologe
- Darohs, Anton (* 1991), österreichischer Eishockeyspieler
- Darois, Phil (1919–2013), US-amerikanischer Bassist und Tubist
- d’Aron, André (* 1957), österreichischer Politiker (FPÖ), Mitglied des Bundesrates
- Daronco, Anderson (* 1981), brasilianischer Fußballschiedsrichter
- D’Aronco, Raimondo (1857–1932), italienischer Architekt und Politiker, Mitglied der Camera dei deputati
- Darondeau, Yves, französischer Filmproduzent
- Darondo (1946–2013), US-amerikanischer Soulmusiker
- Daroschka, Aljaksandr (* 1991), belarussischer Biathlet
- Darouèche, Maoulida (* 1990), komorischer Leichtathlet
- Darouiche, Biboul (* 1963), kamerunischer Perkussionist und KomponistBiboul Darouiche (* 1963)

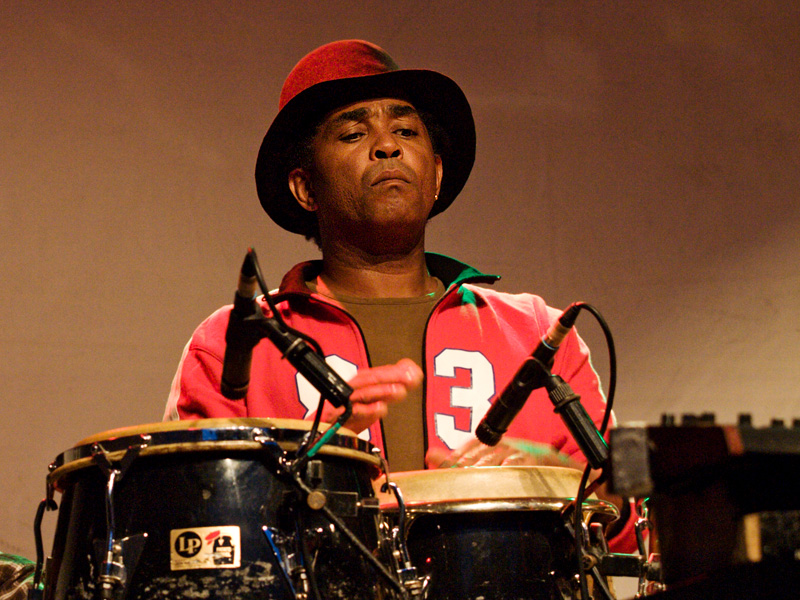
Biboul Darouiche (* 1963)

- Darouiche, William (* 1999), deutscher Basketballspieler
- Daroux, Achille (1866–1953), französischer Politiker
- Daroux, James Henry (1870–1943), Fotograf auf Neuseeland
- Daroux, Louis John (1870–1948), neuseeländischer Fotograf
- Darouy, Jean-Claude (1944–2006), französischer Steuermann
- Darowska, Marcelina (1827–1911), polnische Nonne und Ordensgründerin
- Darowski, Lara (* 2002), deutsche Volleyballspielerin

### Darp
- Darpe, Franz (1842–1911), deutscher Gymnasialprofessor, Philologe und Historiker

### Darq
- Darqawi, Muhammad al-Arabi ad- (1760–1823), marokkanischer Sufi und Schriftsteller
- Darques, Louis (* 1896), französischer Fußballspieler
- Darquier de Pellepoix, Antoine (1718–1802), französischer Astronom
- Darquier de Pellepoix, Louis (1897–1980), französischer Journalist, militanter Antisemit und rechtsextremer Politiker

### Darr
- Darr, Adam (1811–1866), deutscher Gitarrist, Komponist und Zitherspieler
- Darr, Alice (1930–2024), US-amerikanische Jazzmusikerin (Piano, Gesang)
- Därr, Astrid (* 1977), deutsche Autorin, Journalistin, Geografin, Abenteurerin und Bergwanderführerin
- Därr, Georg-Michael (* 1941), deutscher Eisenhüttenkundler und Professor für Baustoffkunde
- Darr, Gustav, deutscher Architekt, Baubeamter und Denkmalpfleger
- Darr, Jerome (1910–1986), US-amerikanischer Jazzmusiker
- Därr, Klaus (* 1947), deutscher Reiseführerautor, Reiseveranstalter
- Darr, Lisa (* 1963), US-amerikanische Schauspielerin
- Darr, Mark (* 1973), US-amerikanischer Politiker
- Därr, Wolfgang (* 1948), deutscher Reiseführerautor, Reiseveranstalter
- Darracq, Alexandre (1855–1931), französischer Unternehmer
- Darragh, Archibald B. (1840–1927), US-amerikanischer Politiker
- Darragh, Cornelius (1809–1854), US-amerikanischer Jurist und Politiker
- Darragh, Jack (1890–1924), kanadischer Eishockeyspieler
- Darragh, Patch (* 1977), US-amerikanischer Schauspieler
- Darragh, Rachael (* 1997), irische Badmintonspielerin
- Darragi, Oussama (* 1987), tunesischer Fußballspieler
- Darragi, Rafik (* 1939), tunesischer Anglist und Schriftsteller
- Darragon, Louis (1883–1918), französischer Radrennfahrer
- Darragon, Roddy (* 1983), französischer Skilangläufer
- Darrall, Chester Bidwell (1842–1908), US-amerikanischer Politiker
- Darras, Frédéric (1966–2010), französischer Fußballspieler
- Darras, Jean-Pierre (1927–1999), französischer Schauspieler
- Darré, Erich (* 1902), deutscher Pressefunktionär und SS-Führer
- Darré, Jeanne-Marie (1905–1999), französische Pianistin
- Darré, Walther (1895–1953), deutscher Politiker (NSDAP), MdR
- Darrell, Dimebag (1966–2004), US-amerikanischer GitarristDimebag Darrell (1966–2004)

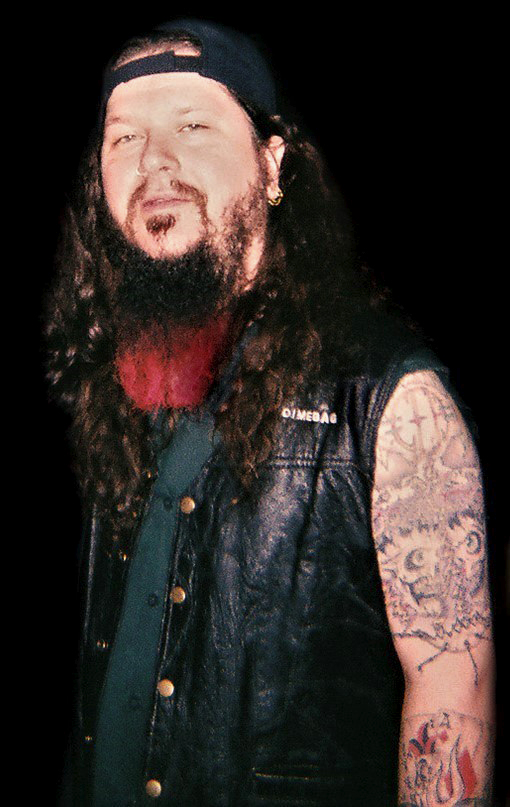
Dimebag Darrell (1966–2004)

- Darrell, Steve (1904–1970), US-amerikanischer Schauspieler
- Darren, James (1936–2024), US-amerikanischer Sänger, Schauspieler und Regisseur
- Darren, Kurt (* 1970), südafrikanischer Sänger
- Darrian, Racquel (* 1968), US-amerikanisches Fotomodell und Pornodarstellerin
- Darriau, Matt (* 1960), amerikanischer Jazzmusiker und Weltmusik-Künstler
- Darricau, Augustin (1773–1819), französischer Divisionsgeneral der Infanterie
- Darrien, Léon (1887–1973), belgischer Turner
- Darrieus, Georges (1888–1979), französischer Ingenieur
- Darrieus, Henri (1921–2013), französischer Konteradmiral
- Darrieussecq, Geneviève (* 1956), französische Politikerin und Ärztin, Mitglied der Nationalversammlung und Gesundheitsministerin
- Darrieussecq, Marie (* 1969), französische Schriftstellerin
- Darrieux, Danielle (1917–2017), französische Film- und TheaterschauspielerinDanielle Darrieux (1917–2017)

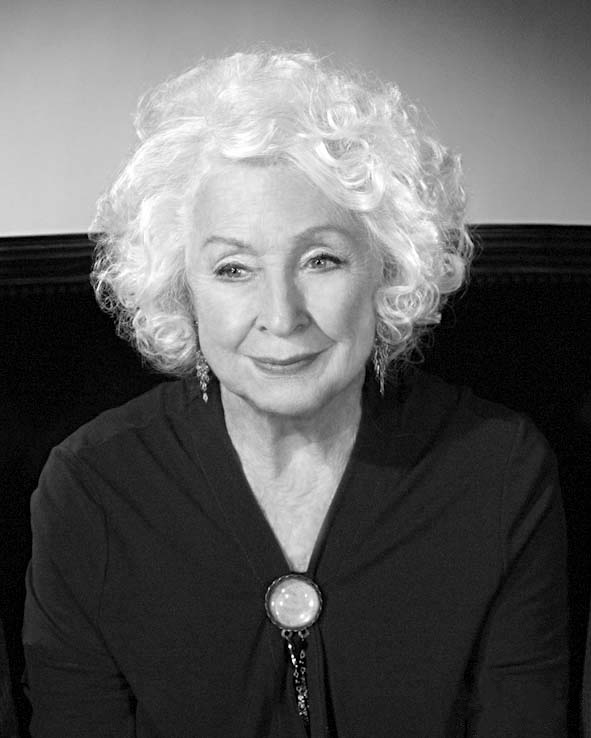
Danielle Darrieux (1917–2017)

- Darrifourcq, Sylvain (* 1979), französischer Jazz- und Improvisationsmusiker (Schlagzeug, Komposition)
- Darrigade, André (* 1929), französischer Radrennfahrer
- Darrigade, Roger (1935–2009), französischer Radrennfahrer
- D’Arrigo, Andrea Mitchell (* 1995), italienischer Schwimmer
- D’Arrigo, Stefano (1919–1992), italienischer Schriftsteller
- Darrigol, Olivier, französischer Wissenschaftshistoriker
- Darrigrand, Nicole (1931–2021), französische Wasserspringerin
- Darrin, Howard A. (1897–1982), US-amerikanischer Designer
- Darrin, Sonia (1924–2020), US-amerikanische Schauspielerin
- Darrington, Hugh (* 1940), britischer Science-Fiction-Autor
- Darrington, Mike (* 1931), englischer Snookerspieler
- Darrisaw, Christian (* 1999), US-amerikanischer American-Football-Spieler
- Darriulat, Pierre (* 1938), französischer experimenteller Teilchenphysiker
- Darro, Frankie (1917–1976), US-amerikanischer Schauspieler
- Darroch, Kim (* 1954), britischer Diplomat und Botschafter
- Darroussin, Jean-Pierre (* 1953), französischer Schauspieler
- Darroux, Kenneth, dominicanischer Politiker
- Darrouzès, Jean (1912–1990), französischer Byzantinist
- Darrow, Barbara (1931–2018), US-amerikanische Schauspielerin
- Darrow, Charles (1889–1967), US-amerikanischer Spieleautor, angeblicher Erfinder des Brettspiels MonopolyCharles Darrow (1889–1967)

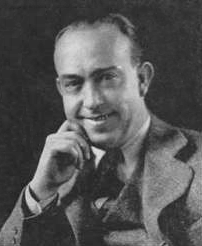
Charles Darrow (1889–1967)

- Darrow, Clarence (1857–1938), US-amerikanischer Rechtsanwalt
- Darrow, Geof (* 1955), US-amerikanischer Comiczeichner
- Darrow, George M. (1889–1983), US-amerikanischer Gartenbauwissenschaftler und Pomologe
- Darrow, George P. (1859–1943), US-amerikanischer Politiker
- Darrow, Henry (1933–2021), US-amerikanischer Schauspieler
- Darrow, Karl K. (1891–1982), US-amerikanischer Physiker
- Darrow, Nathan (* 1976), US-amerikanischer Schauspieler
- Darrow, Tony (* 1938), US-amerikanischer Schauspieler
- Darryl (* 1987), niederländischer Rapper

### Dars
- Darscheid, Karl (1931–2004), deutscher Wirtschaftswissenschaftler und Jurist
- Darschin, Felicitas (* 1982), deutsche Filmproduzentin, Regisseurin und Drehbuchautorin
- Darsen, Hermann (1892–1941), preußischer Beamter, Regierungspräsident in Sigmaringen (1940–1941)
- Darshan-Leitner, Nitsana (* 1973), israelische Rechtsanwältin und Menschenrechtsaktivistin
- Darshi, Agam (* 1987), kanadische Schauspielerin
- D’Arsié, Bruno (* 1960), Schweizer Radrennfahrer
- Darski, Adam (* 1977), polnischer Musiker, Gitarrist und Sänger der Metal-Band BehemothAdam Darski (* 1977)

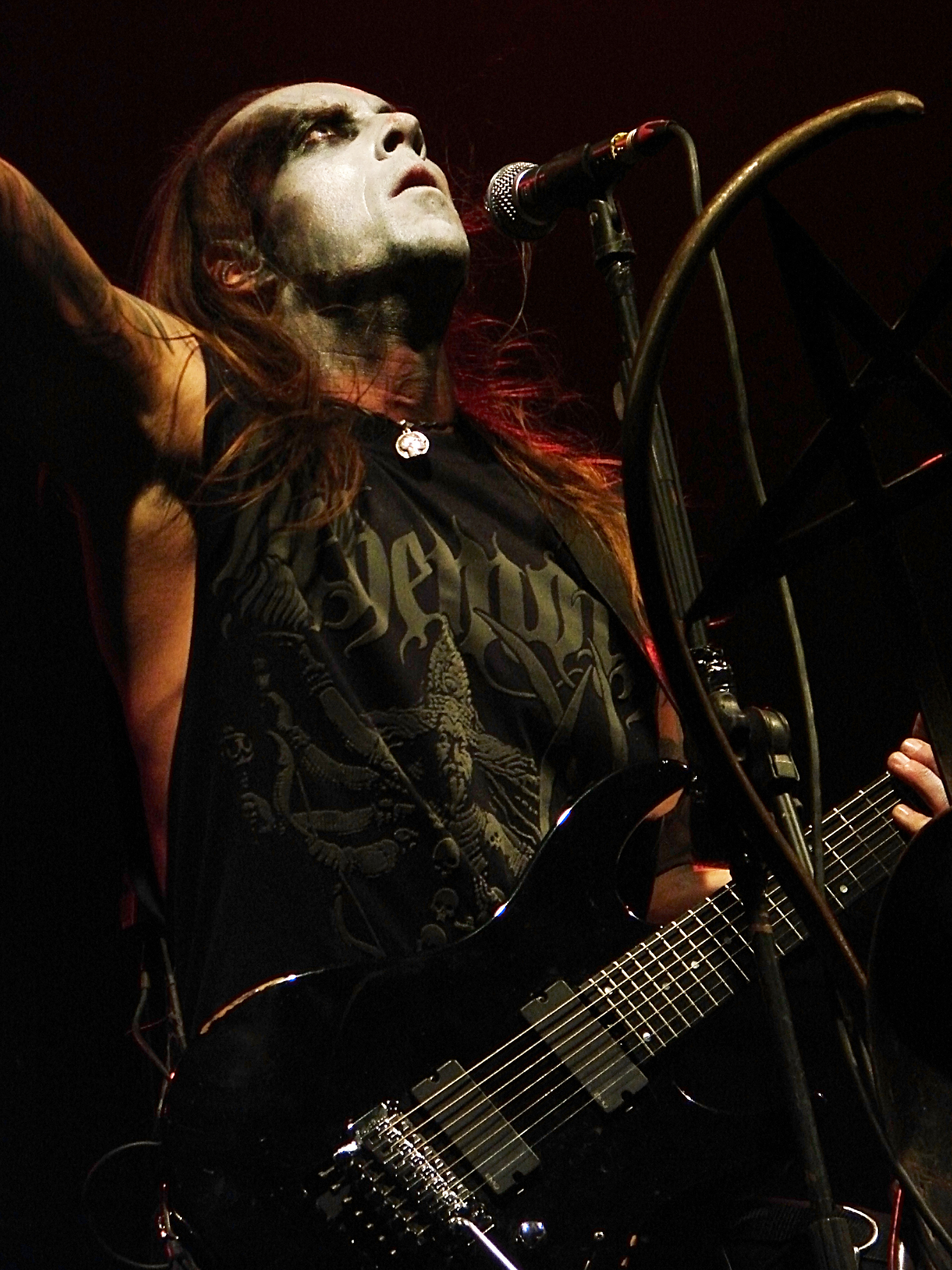
Adam Darski (* 1977)

- Darsow, Barry (* 1959), US-amerikanischer Wrestler
- Darsow, Bernhard († 1479), deutscher Ratsherr
- Darsow, Gerhard († 1386), Lübecker Kaufmann und Ratsherr
- Darsow, Hermann († 1404), Lübecker Kaufmann und Ratsherr
- Darsow, Hermann († 1456), Ratsherr der Hansestadt Lübeck
- Darsow, Hermann († 1517), Lübecker Kaufmann und Ratsherr
- Darsow, Hubert (1903–1988), deutscher Jurist, Staatsanwalt und Ministerialbeamter
- Darsow, Johann († 1434), Ratsherr der Hansestadt Lübeck
- Darsow, Johannes (1877–1940), deutscher Bildhauer
- Darsow, Wolfgang (1911–1954), deutscher Klassischer Archäologe
- Darsow-Faller, Ingebjörg (* 1977), deutsche Juristin, Richterin am Bundesarbeitsgericht

### Dart
- Dart, Harriet (* 1996), britische TennisspielerinHarriet Dart (* 1996)

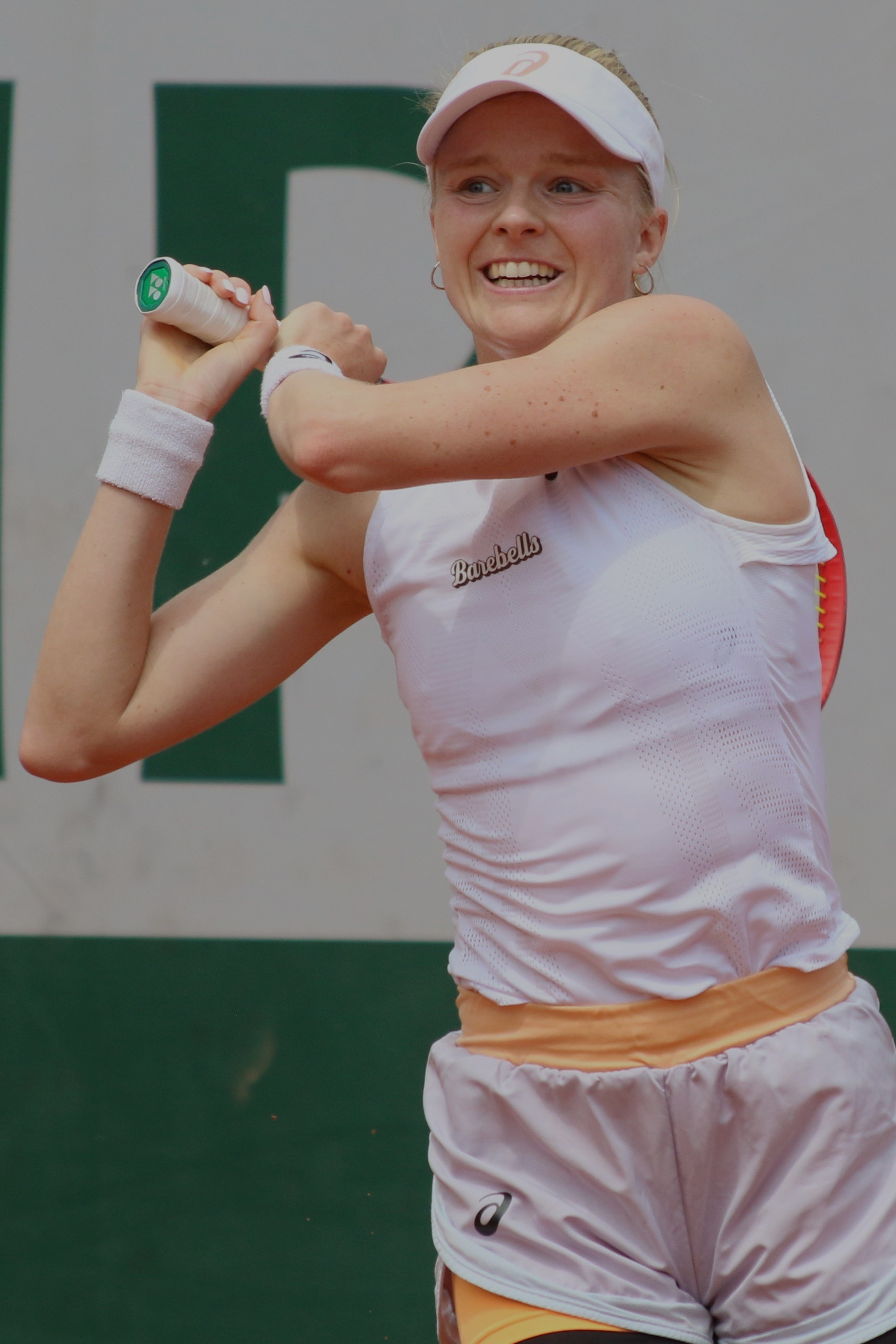
Harriet Dart (* 1996)

- Dart, Justin Whitlock Senior (1907–1984), US-amerikanischer Geschäftsmann
- Dart, Raymond (1893–1988), australischer Anatom, Paläoanthropologe, Erzieher, Redakteur und Autor
- Dart, Thurston (1921–1971), englischer Cembalist, Dirigent und Musikpädagoge
- Darthé, Augustin Alexandre (1769–1797), französischer Politiker und Revolutionär
- Dartiguenave, Philippe Sudré (1863–1926), Präsident von Haiti
- Dartigues, Henri (1902–1967), französischer Hindernis- und Crossläufer
- Darting, Martin (* 1961), deutscher Winzer, Wein- und Sensorikexperte, Synästhetiker, Autor und Sommelierausbilder
- Dartmann, Christoph (* 1969), deutscher Historiker
- Dartmann, Stefan (* 1956), deutscher Ordensgeistlicher
- Dartnell, Jorge Chávez (1887–1910), peruanischer LuftfahrtpionierJorge Chávez Dartnell (1887–1910)

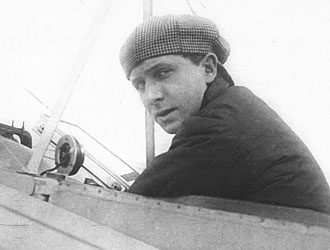
Jorge Chávez Dartnell (1887–1910)

- Dartnell, Julie, britische Maskenbildnerin und Friseurin
- Dartnell, Lewis (* 1980), britischer Wissenschaftsautor, Astrobiologe, Hochschullehrer für Wissenschaftskommunikation
- d’Artois von Bequignolles, Eduard (1793–1865), preußischer Generalleutnant und Kommandeur der 12. Division
- Dartois, Achille (1791–1868), französischer Librettist
- d’Artois, Simon (* 1992), kanadischer Freestyle-Skier
- Darton, Muriel (1882–1945), englisch-britische Fotografin und Suffragette
- Darton, Nelson Horatio (1865–1948), US-amerikanischer Geologe
- Dartonne, Monique (* 1949), französische Filmeditorin
- Dartout, Pierre (* 1954), französischer Diplomat und monegassischer Staatsminister
- Dartron, Émeline (* 2000), französische Tennisspielerin
- Dartsch, Alexander (* 1994), deutscher Fußballspieler
- Dartsch, Alfred (1910–1953), deutscher Arbeiter und Opfer der DDR-Diktatur
- Dartsch, Bob (1944–2012), belgischer Jazzmusiker
- Dartsch, Michael (* 1964), deutscher Musikpädagoge, Violinist und Violinpädagoge
- Dartschinjan, Arman (* 1994), armenischer Boxer
- Dartschinjan, Wachtang (* 1976), armenischer Boxer
- Darty, Natan (1920–2010), französischer Unternehmer

### Daru
- Daru († 77), König von Baekje (28 bis 77)
- Daru, Nicolas-Marie (* 1988), französischer Leichtathlet
- Daru, Pierre (1767–1829), französischer Finanzmann, Dichter und Historiker
- Darude (* 1975), finnischer DJDarude (* 1975)

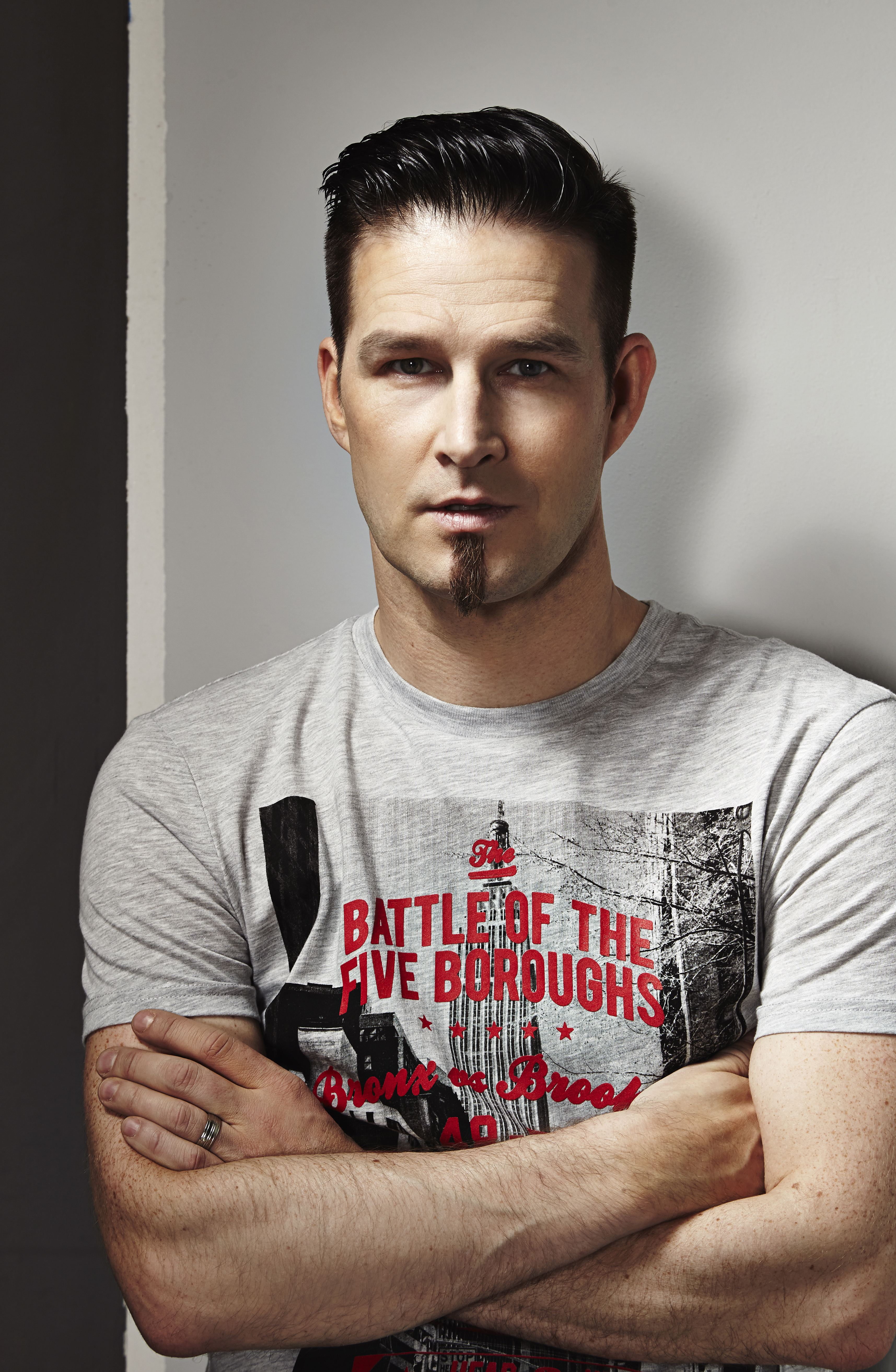
Darude (* 1975)

- Darui, Julien (1916–1987), französischer Fußballtorhüter
- Daruich, Paula (* 2004), peruanische Leichtathletin
- Darulis, Arvydas (* 1965), litauischer Manager und Politiker
- Darup, Franz (1756–1836), deutscher römisch-katholischer Geistlicher, Domherr im Bistum Münster
- Daruvala, Jehan (* 1998), indischer Automobilrennfahrer
- Daruváry, Géza (1866–1934), ungarischer Diplomat und Politiker

### Darv
- Darvall, Chum (* 1957), australischer Mittelstreckenläufer und Sprinter
- Darvall, Denise (1942–1967), südafrikanische Herzspenderin
- Darvas, Gábor (1911–1985), ungarischer Komponist und Musikwissenschaftler
- Darvas, Iván (1925–2007), ungarischer Schauspieler und Politiker, Mitglied des Parlaments
- Darvas, János S. (* 1948), ungarisch-deutscher Dokumentarfilmregisseur
- Darvas, Julia (1929–2014), französische Tänzerin und Sängerin
- Darvas, Lili (1902–1974), ungarische Schauspielerin
- Darvas, Nicolas (1920–1977), ungarischer Tänzer, Börsenspekulant und Autor
- Darvasi, László (* 1962), ungarischer Schriftsteller
- Darvell, Magnus (* 1982), schwedischer Mountainbiker und Straßenradrennfahrer
- Darvi, Bella (1928–1971), polnisch-französische Schauspielerin
- Darvich, Noah (* 2006), deutscher Fußballspieler
- Darvill, Arthur (* 1982), britischer SchauspielerArthur Darvill (* 1982)

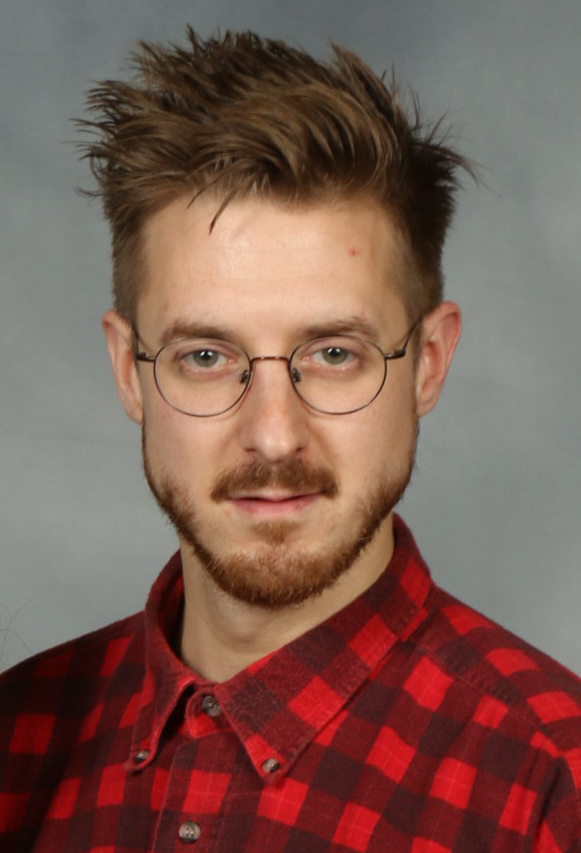
Arthur Darvill (* 1982)

- Darvill, Michelle (* 1965), kanadisch-deutsche Ruderin
- Darville, Eka (* 1989), australischer Schauspieler
- Darville, Helen (* 1971), australische Schriftstellerin und Journalistin
- Darville, Jeanne (1923–1995), dänische Schauspielerin
- Darville, Robert, belgisch-kongolesischer Autorennfahrer
- Darvin, Roberto (1942–2024), uruguayischer Gitarrist und Sänger
- Darviot, Édouard (1859–1921), französischer Porträtmaler
- Darvish, Yū (* 1986), iranisch-japanischer Baseballspieler

### Darw
- Darwazi, Mohammad Wali (1888–1933), afghanischer Diplomat und Politiker
- Darweesh, Ihab (* 1985), jordanischer Boxer
- Darwell, Jane (1879–1967), US-amerikanische Schauspielerin
- Darwen, Hugh (* 1943), britischer Informatiker
- Darwich, Issam John (* 1945), syrischer Geistlicher, emeritierter melkitischer Erzbischof von Zahlé und Furzol
- Darwin, Bernard (1876–1961), britischer Jurist, Sportjournalist und Schriftsteller
- Darwin, Charles (1758–1778), britischer Medizinstudent
- Darwin, Charles (1809–1882), britischer NaturforscherCharles Darwin (1809–1882)

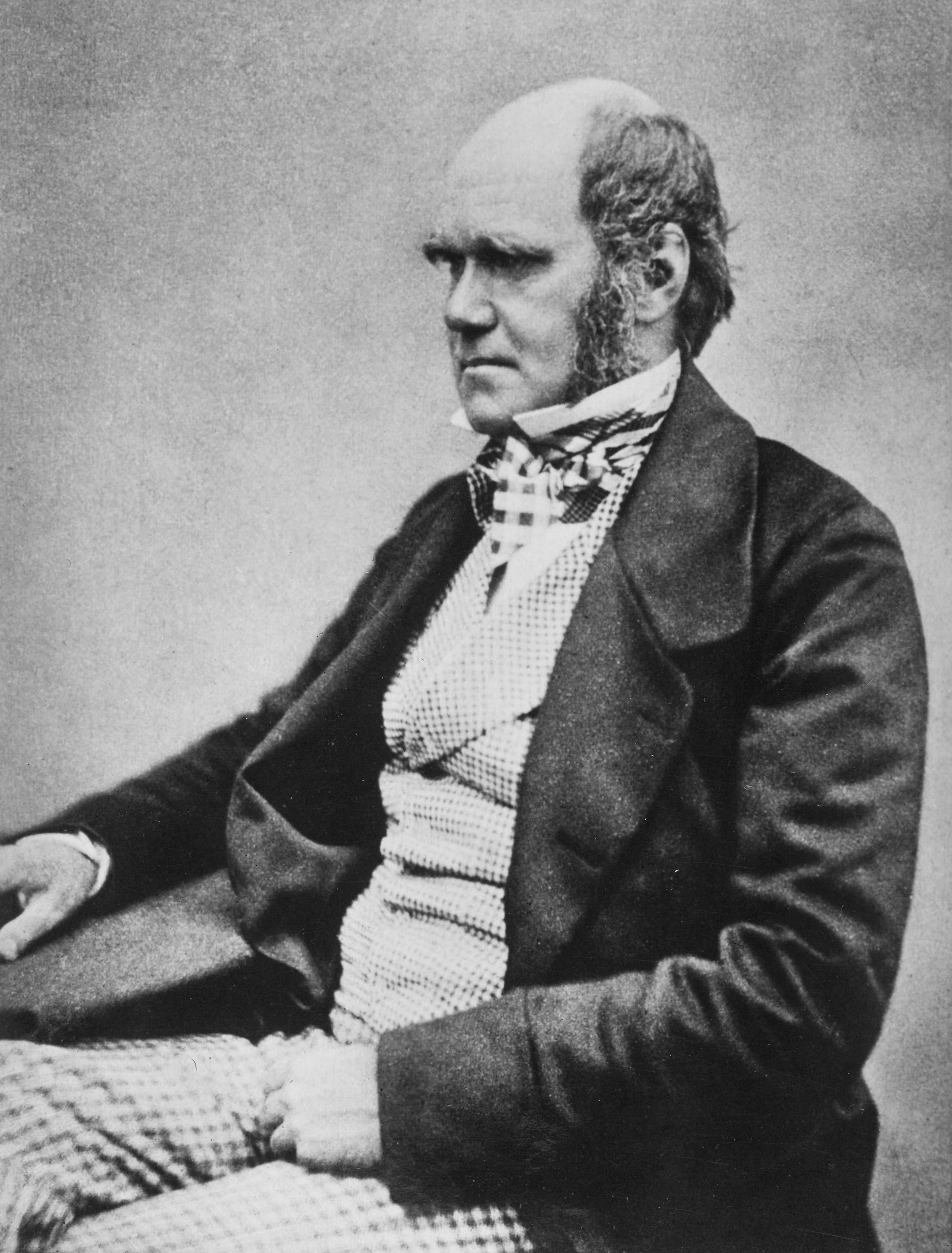
Charles Darwin (1809–1882)

- Darwin, Charles Galton (1887–1962), englischer Physiker
- Darwin, Emma (1808–1896), Ehefrau von Charles Darwin
- Darwin, Erasmus (1731–1802), britischer Universalgelehrter
- Darwin, Francis (1848–1925), britischer Botaniker und Sohn von Charles Darwin
- Darwin, George Howard (1845–1912), britischer Astronom und Mathematiker
- Darwin, Horace (1851–1928), britischer Bauingenieur
- Darwin, John Gareth (* 1948), britischer Historiker
- Darwin, Leonard (1850–1943), britischer Soldat, Politiker, Ökonom, Eugeniker und Mentor von Ronald Aylmer Fisher
- Darwin, Robert (1766–1848), englischer Arzt, Sohn von Erasmus Darwin, Vater von Charles Darwin
- Darwin, Robert Waring (1724–1816), englischer Arzt und Botaniker
- Darwin, Sarah (* 1964), englische Botanikerin
- Darwisch, Ali (1977–2001), Radrennfahrer aus den Vereinigten Arabischen Emiraten
- Darwisch, Mahmud (1941–2008), palästinensischer Dichter und EssayistMahmud Darwisch (1941–2008)

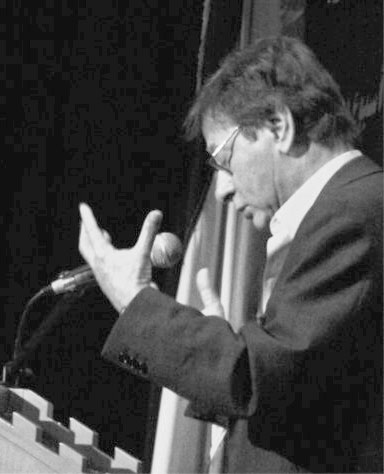
Mahmud Darwisch (1941–2008)

- Darwish, Ahmed Mahmoud Osman (* 1959), ägyptischer Politiker
- Darwish, Karim (* 1981), ägyptischer Squashspieler
- Darwish, Mazen (* 1974), syrischer Rechtsanwalt und Menschenrechtler
- Darwish, Mohamed (* 1997), palästinensischer Fußballspieler
- Darwish, Mohamed Abbas (* 1986), Leichtathlet aus den Vereinigten Arabischen Emiraten
- Darwish, Nonie (* 1949), ägyptisch-US-amerikanische Islamkritikerin, Gründerin von Arabs for Israel und Direktorin von Former Muslims United
- Darwish, Ramadan (* 1988), ägyptischer Judoka
- Darwitz, Natalie (* 1983), US-amerikanische Eishockeyspielerin, -trainerin und -funktionärin

### Dary
- Dary, Georges (1889–1945), französischer Eishockeyspieler
- Darya, Farhad (* 1962), afghanischer Sänger, Komponist und Lyriker
- Daryaee, Touraj (* 1967), Historiker und Iranist
- Daryaei, Ahoo (* 1994), iranische Doktorandin
- Daryush, Elizabeth (1887–1977), britische Dichterin

### Darz
- Darzens, Georges (1867–1954), französischer Chemiker
- Darzī, ad-, ismailitscher dāʿī (Missionar)
- Darzi, Ara, Baron Darzi of Denham (* 1960), britischer Politiker, Chirurg und Hochschullehrer
- Dārziņš, Emīls (1875–1910), lettischer Dirigent, Musikkritiker, Pädagoge und Komponist der Romantik
- Dārziņš, Lauris (* 1985), lettischer Eishockeyspieler